# Via Giulia (Rom)
Die Via Giulia ist eine historische Straße in der römischen Altstadt. Die Anlage der Straße wurde 1508 von Papst Julius II., dessen Namen sie trägt, bei Donato Bramante in Auftrag gegeben. Auf der Länge von etwa 1 km verbindet sie die Rioni Regola und Ponte. Anlässlich ihrer 500-jährigen Geschichte fanden 2008 zahlreiche Veranstaltungen statt; einige Kirchen und Paläste wurden restauriert und für Besucher geöffnet.

## Geschichte
Das Gebiet des antiken Marsfelds entwickelte sich seit dem frühen Mittelalter zu einem der am dichtesten besiedelten Stadtteile (Abitato) Roms. Das Gewirr von engen Gässchen war lediglich von drei engen Durchgangsstraßen durchzogen: die Via Papalis, die Via Peregrinorum (Pilgerstraße) und die Via Triumphalis. Durch diese Straßen, hin zum Flaschenhals der Engelsbrücke zwängten sich seit dem Mittelalter fast täglich feierliche Prozessionen. Bereits in dem von Papst Bonifatius VIII. ausgerufenen ersten Heiligen Jahr 1300 war der Andrang auf der Brücke zur Engelsburg so groß, dass man, wie Dante Alighieri in der Göttlichen Komödie beschreibt, eine Art Gegenverkehrs-System einrichten musste, um Stau oder Panik zu vermeiden. Ab der Rückkehr Papst Martin V. nach Rom im Jahr 1420 nahmen besonders in den Jubeljahren die Pilgermassen wieder enorm zu. Im Jahre 1450 kam es auf der Brücke zu einer Panik, bei der 172 Personen ums Leben kamen.
Als Folge der Katastrophe von 1450 wurde auf Befehl Papst Nikolaus V. die Engelsbrücke von Buden und Verkaufsständen geräumt und erste städtebauliche Maßnahmen in der Zone veranlasst.
Um den Pilgerweg über die Engelsbrücke zu entlasten, veranlasste Papst Sixtus IV. 1475 den Wiederaufbau der nach ihm benannten Ponte Sisto über den Tiber (Inschrift), damit wurden die Stadtteil Regola und Trastevere verbunden. Gleichzeitig ließ er die Via Pelegrinorum und das Viertel um den Campo de’ Fiori (Inschrift) sanieren. Laut Bericht des Chronisten Stefano Infessura waren aber auch strategische Gründe für diese Projekte maßgebend. Papst Alexander VI. verfügte 1497 die Verbreiterung der Via Pelegrinorum (Abb.) und nahm die Sanierung der Via della Lungara am rechten Ufer des Tiber vom Ponte Sisto nach Sankt Peter in Angriff.

### Das Projekt Papst Julius II.

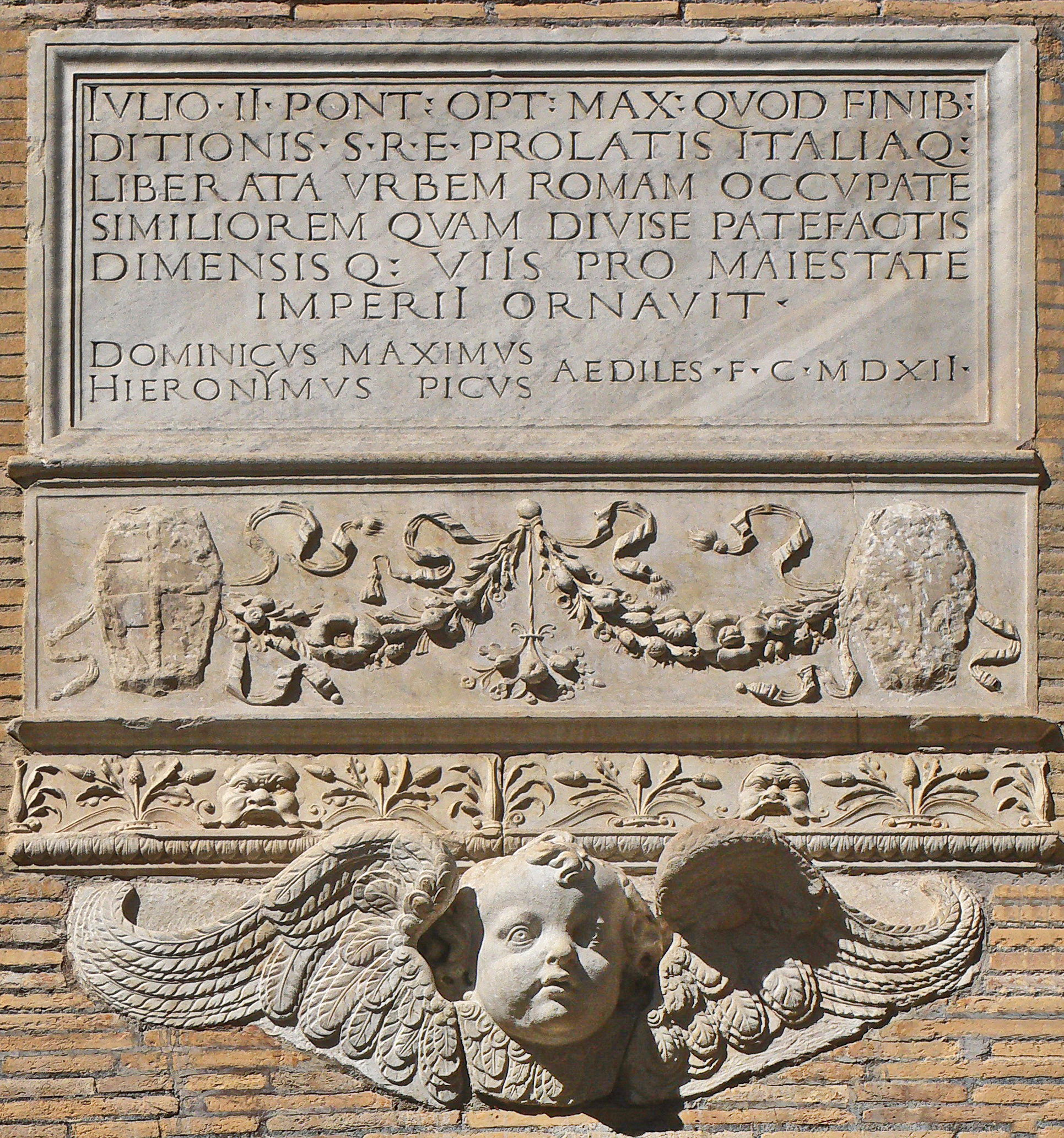
Inschrift Julius II. 1512

Eines der Projekte Papst Julius II. zur Stadterneuerung war, neben dem Neubau der Peterskirche, die Anlage einer neuen repräsentativen Straße durch das am dichtesten bewohnte Viertel Roms, vom Ponte Sisto bis zum Viertel der Florentiner Kaufleute im Tiberbogen. Ausgehend vom Ponte Sisto gab er den Auftrag, rechts und links des Tiber zwei neue gerade Straßen anzulegen: Die Via Giulia und eine gerade Straße entlang des rechten Ufers des Tiber von der Porta Septimiana zum Ospedale Santo Spirito in Sassia, die Via della Lungara, um den Pilgerweg nach Sankt Peter zu entlasten. Diese Vorhaben sollten den Ruhm des Pontifex als Einiger Italiens und Erneuerer Roms repräsentieren. Eine Inschrift in der Via dei Banchi Nuovi bekundet diese Absicht.
Um 1508 beauftragte Papst Julius II. Donato Bramante, den Baumeister der neuen Peterskirche, eine repräsentative Straße und ein zentrales kommunales Verwaltungszentrum im dichtest bevölkerten und eng verbauten Marsfeld anzulegen. Giorgio Vasari schreibt: Der Papst entschloss sich, unter Bramantes Leitung in der Via Giulia alle öffentlichen Büros und Gerichtshöfe Roms an einem Ort zusammenzuführen, in Anbetracht des Komforts, den es für die Angestellten bedeuten würde, die ihre Tätigkeiten bis dahin stets unter sehr beschwerlichen Bedingungen verrichtet hatten. Das zentrale Gerichts- und Verwaltungszentrum sollte auch den Kaufleuten dienen. Die bereits unter Papst Sixtus IV., der Onkel von Papst Julius II., begonnenen Infrastruktur-Projekte in den Rioni Regola, Ponte und Parione sollten die Renovatio Romae vollenden.
Vor allem aber beabsichtigte Julius II. das neue Stadtzentrum mit der riesigen Verwaltungszentrale, dem Palazzo dei Tribunali, an ein repräsentatives Forum zwischen dem Palazzo und der alten Cancelleria an die neue Straße zu verlagern, weg vom Kapitol. Damit sollte die päpstliche Macht von der Abhängigkeit der mächtigen Adelsfamilien der Stadt, vor allem den Orsini und Colonna, eingedämmt werden. Eine engere wirtschaftliche Bindung an die toskanischen Bankiers, vor allem an Agostino Chigi, wurde angestrebt und befördert.
Allerdings kam bereits 1511 mit der Einigung zwischen den jahrhundertelang verfeindeten Familien Orsini und Colonna – der Pax Romana – das gesamte Projekt Via Giulia zum Stillstand und der Bau des Palazzo dei Tribunali wurde schließlich eingestellt. Bis auf einige Rustika-Blöcke zwischen der Via del Gonfalone und dem Vicolo del Cefalo ist von dem Palast nichts geblieben.

### Die Via Giulia im 16. und 17. Jahrhundert

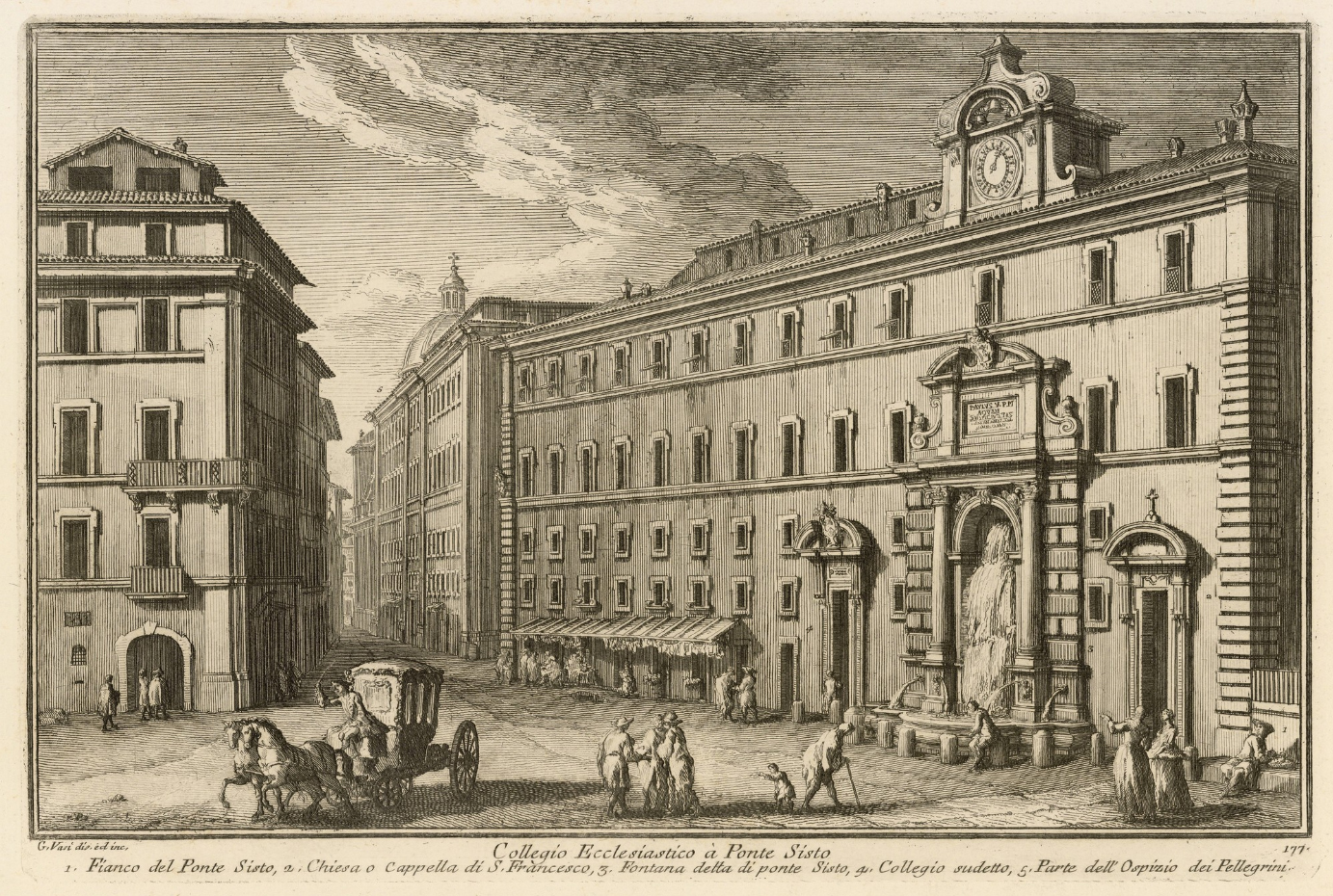
Stich Vasi: Fontana di Ponte Sisto am Ospedale dei Mendicanti

Nach dem Tod Julius II. 1513 setzte der Nachfolger Papst Leo X. aus dem Haus Medici die Baumaßnahmen fort. Hauptsächlich im nördlichen Teil der Straße zwischen der unvollendeten Ruine des Palazzo dei Tribunali und dem Bankenviertel erfolgten weitere Bautätigkeiten und so unterstützte er die Gemeinde der Florentiner Kaufleute. In dieser Zone erwarben bedeutende Künstler, wie Raffael und Antonio da Sangallo der Jüngere Grundstücke bzw. bauten imposante Paläste. Zu Beginn des 16. Jahrhunderts war es auch Mode geworden, dass die verschiedenen Nationen und Stadtstaaten ihre eigenen Kirchen in Rom errichten ließen. Die Stadtviertel Regola und Ponte an den Prozessions- und Pilgerstraßen waren dafür bevorzugte Adressen. Die Spanier, Engländer und Schweden, wie Florentiner und Neapolitaner ließen im Umfeld der Via Giulia ihre repräsentativen Kirchen bauen. Ab der Kirche San Biagio in südlicher Richtung änderte sich die Gegend radikal. Der zentrale Teil der Via Giulia um den Monte dei Planca Incoronati befand sich in einem Zustand des Verfalles mit armseligen Bauten, Gasthäusern, Bordellen und verrufenen Plätzen. Die Gegend zwischen Via del Gonfalone, Via delle Carceri, Via di Monserrato und dem Tiber war seit dem Mittelalter eines der berüchtigtsten Viertel Roms. Ein Manuskript aus dem Jahr 1556 berichtet über das Viertel um das später abgerissene Kirchlein San Niccolò degli Incoronati: … 150 Häuser sehr einfacher Leute, Huren und zweifelhafter Personen …. Das Viertel ab der Kirche Santa Aurea, heute Santo Spirito dei Napoletani, wurde im Mittelalter Castrum Senense genannt, weil es überwiegend von Schmieden aus Siena bewohnt war. An diesem Ende der Via Giulia zeichnete sich ein genau definierter architektonischer Bebauungs-Plan ab, dessen Ausgangspunkt der Bau der Residenz der Farnese war.
Den perspektivischen Abschluss am Südende der Via Giulia bildete ab der Mitte des 16. Jahrhunderts das 1586 im Auftrag des Papstes Sixtus V. durch den Architekten Domenico Fontana errichtete Ospedale dei Mendicanti (Bettlerhospiz). Um das Viertel mit genügend Trinkwasser zu versorgen, ließ Papst Paul V. die Aqua Paola über den Tiber verlängern und in der Achse zur Via Giulia 1613 einen Brunnen, die Fontana di Ponte Sisto, an der Fassade errichten. Dieser Brunnen wurde um 1880 abgerissen und 1898 auf der gegenüberliegenden Seite des Ponte Sisto auf der heutigen Piazza Trilussa wieder errichtet (Abb.).

Via Giulia; Ausschnitt aus Almae urbis Romae prospectus 1645 Antonio Tempesta

Zum Ende des 16. Jahrhunderts stand der Verlauf der Via Giulia im Grunde fest. Die beiden Enden waren durch das Viertel der Florentiner im Norden und das Ospedale dei Mendicanti im Süden bestimmt. Weniger eine geschäftliche Verbindungsader, bildete die Straße eine stark frequentierte Promenadenstraße und war Ort für Feste, Prozessionen und Wettrennen. Im Sommer wurden Teile geflutet und Bootsrennen veranstaltet. 1603 fand ein Turnier bei den Ceuli am Palazzo Sacchetti statt. 1617 veranstaltete Kardinal Odoardo Farnese ein sarazenisches Turnier am Oratorio della Compagnia della Morte, zu welchem er unter anderen acht Kardinäle einlud. Während der Sommermonate wurde die Straße bisweilen zum Vergnügen von Volk und Adel geflutet. Eines der glanzvollsten Feste veranstalteten die Farnese 1638 anlässlich der Geburt des französischen Dauphin, des zukünftigen Königs Ludwig XIV. Im Jahre 1663 ist die Veranstaltung eines Pferderennens mit nackten Buckligen während des Karnevals überliefert.
In der Zeit des Barock tragen weitere bedeutende Bauvorhaben zum späteren Bild der Straße bei: Die Fertigstellung der Kirche San Giovanni dei Fiorentini, der Bau der Carceri Nuove (Neues Gefängnis), der Neubau des Palazzo Falconieri sowie der Bau der Kirchen Sant’Anna dei Bresciani und Santa Maria del Suffragio. Trotz dieser Bauten ändert sich der Charakter der Straße wenig. In der allgemeinen Stadtentwicklung Roms bleibt sie eher außen vor.

### Die Entwicklung im 18. und 19. Jahrhundert
Auch im 18. Jahrhundert bleibt die Via Giulia vorwiegend Ort für die Veranstaltung von Festen. 1720 veranstalteten die Sienesen zur Feier der Erhebung ihres Landsmannes Marc’Antonio Zondadari zum Großmeister des Malteser Ordens ein prächtiges Fest. Die Paläste der Adelsfamilien waren für den Anlass reich geschmückt und festlich beleuchtet. Zwei Triumphbögen erhoben sich über dem Festzug. Die Fontana del Mascherone spendete dem Volk Wein anstelle von Wasser.
Im 19. Jahrhundert wurden nur wenige neue Bau- oder Restaurierungsvorhaben verwirklicht. Darunter war das Jugendgefängnis (Palazzo del Gonfalone) (1825–1827), die Renovierung des Hospiz der Armenier neben der Kirche San Biagio (1830), die neue Fassade der Santo Spirito dei Napoletani (1853) und vor allem das Collegio Spagnuolo (1853). Der allgemeine Niedergang der Bausubstanz der Gebäude in der Straße konnte dadurch aber nicht aufgehalten werden.

### Die Via Giulia seit 1870
Nach der Erhebung Roms 1870 zur Hauptstadt des Königreiches Italien nahm man ab 1873 die Regulierung der Tiberufer mit dem Bau von Ufermauern in Angriff. Dieses Projekt war verbunden mit Abriss und Zerstörung vieler Bauten in der Straße. Dadurch wurde die Via Giulia fast gänzlich vom Tiber abgeschnitten. Die dem Fluss zugewandten Fassaden mit Loggien und Gärten, wie in den Palazzi Medici-Clarelli, Sacchetti, Varese, Falconieri, hatten ihren Zweck verloren.
Wesentliche Eingriffe in die Baustruktur während der Zeit des Faschismus haben eine große Baulücke zwischen der Via della Barchetta und dem Vicolo delle Prigioni hinterlassen, die bis heute nur zum Teil durch den Neubau des Liceo Classico Virgilio gefüllt wurde.

## Gang durch die Via Giulia
Die Via Giulia erstreckt sich in nordwestlicher Richtung etwa einen Kilometer von der Piazza San Vincenzo Pallotti am Ponte Sisto bis zur Piazza dell’Oro vor der Kirche San Giovanni dei Fiorentini. Den perspektivischen Abschluss am Südende bildete ab der Mitte des 16. Jahrhunderts das Ospedale dei Mendicanti (Bettlerhospitz), 1536 im Auftrag Papst Sixtus V. durch Domenico Fontana errichtet. In dessen Fassade wurde 1613 unter Paul V. ein Brunnen eingebaut. (Stich von Giuseppe Vasi). Dieser Brunnen wurde um 1880 abgetragen und 1898 auf der gegenüberliegenden Seite des Ponte Sisto auf der heutigen Piazza Trilussa wieder aufgerichtet (Abb.).

Plan der Via Giulia in Rom

- 1 Palazzina Pateras Pescara (Via Giulia 251)

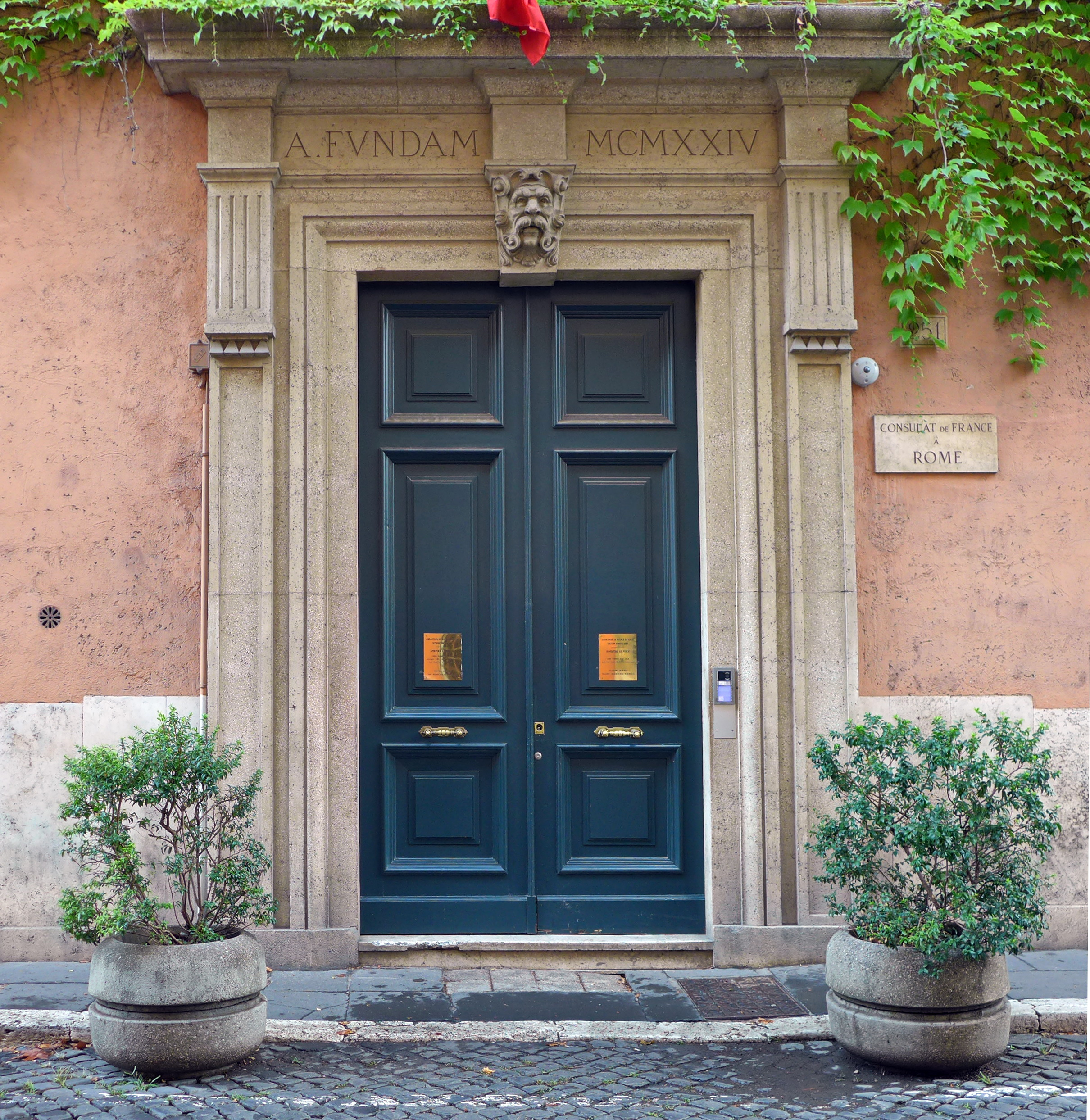
1 Palazzo Pateras Pescara

Dieses letzte Gebäude in der Via Giulia wurde zwischen 1910 und 1924 im Auftrag des Avvocato Pateras von Marcello Piacentini errichtet. Es beherbergt heute das Konsulat der Republik Frankreich in Rom.
- 2 Fontana del Mascherone

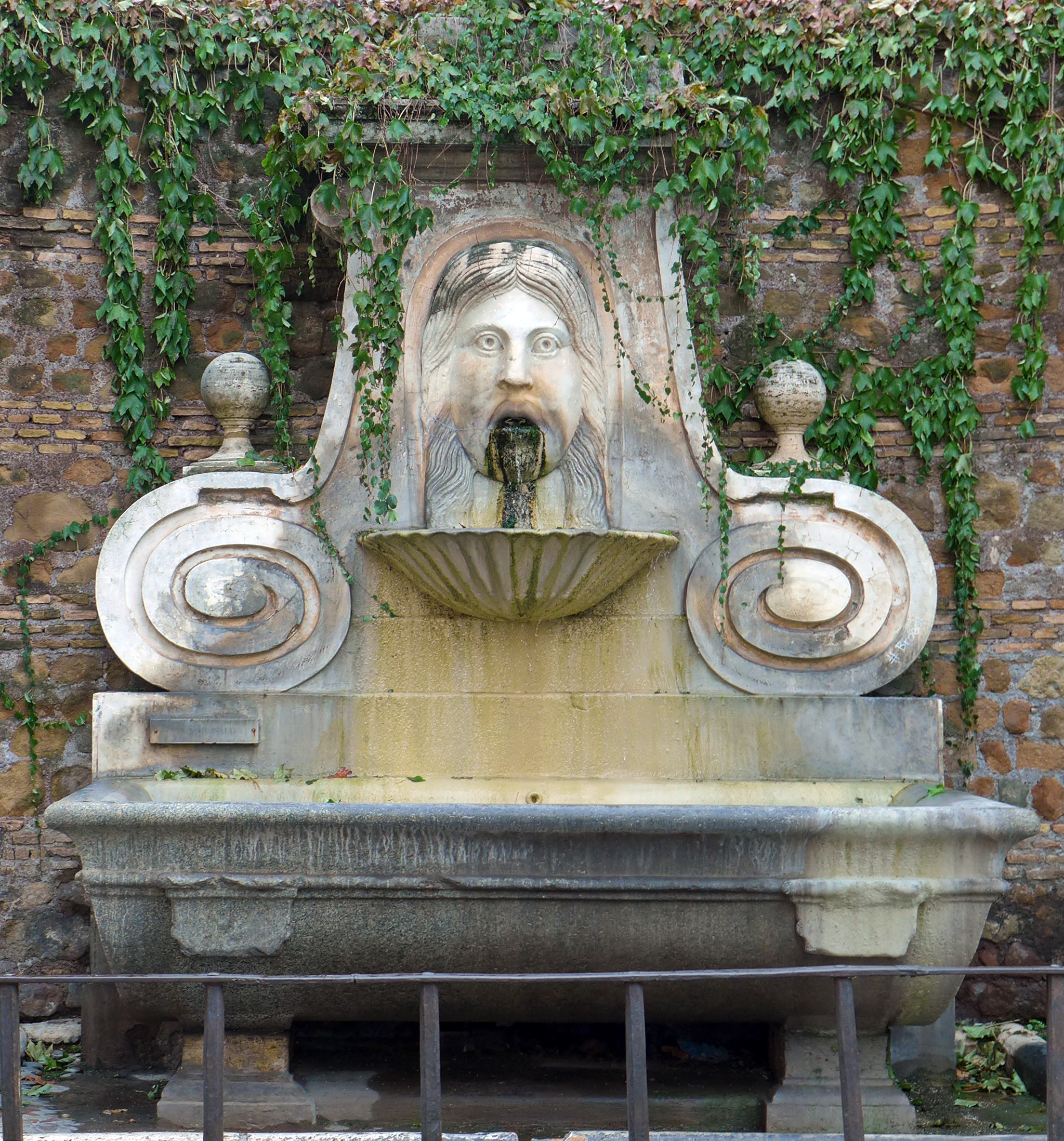
2 Fontana del Mascherone

Der Brunnen schräg gegenüber dem Palazzo Farnese wurde im zweiten Viertel des 17. Jahrhunderts auf Kosten der Farnese durch Carlo Rainaldi errichtet. Bereits 1570 war in der Via Giulia ein öffentlicher Brunnen, gespeist von der Aqua Virgo vorgesehen. Die Installation war aber erst nach der Verlängerung der Wasserleitung 1612 durch Paul V. über den Ponte Sisto möglich. Der Brunnen besteht aus einer antiken marmornen Maske (Mascherone) auf einem Hintergrund mit Voluten aus Marmor, gekrönt von einer metallenen Lilie, dem Symbol der Farnese. Die Aufstellung an der Wand erfolgte im 19. Jahrhundert.
In dem Haus gegenüber (Ecke Via del Mascherone) starb der Dichter Wilhelm Waiblinger im Jahre 1830 (Abb.).
- 3 Palazzo Farnese (Via Giulia 186)

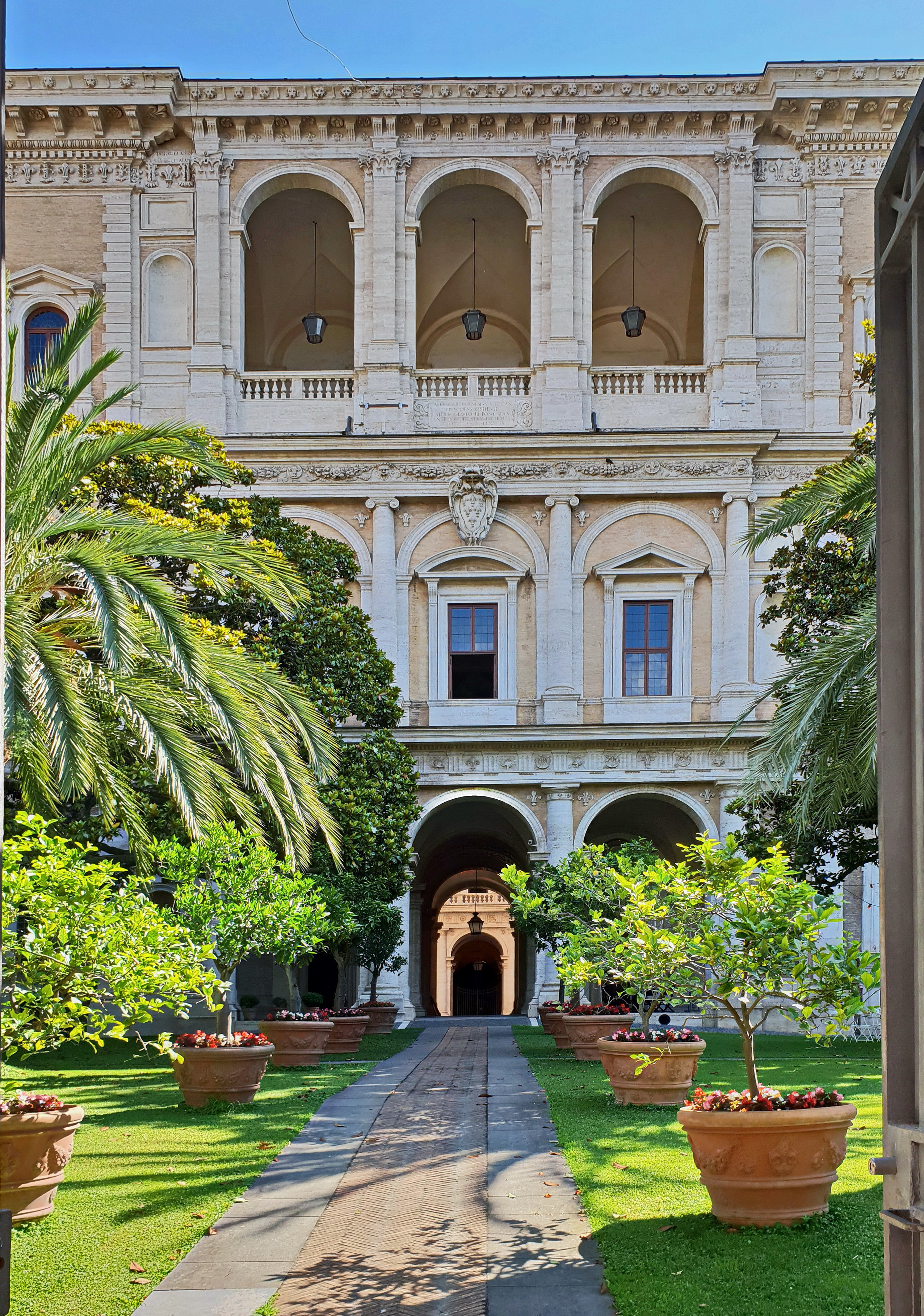
3 Palazzo Farnese

Die ab 1549 nach Entwürfen Michelangelos und Zeichnungen Vignolas entworfene und 1589 von Giacomo della Porta fertiggestellte Gartenfassade dieses Palastbaues, eines der bedeutendsten Roms, ist zur Via Giulia hin ausgerichtet. Den Garten zwischen der Fassade und der Via Giulia schmückte einst ein prächtiger Brunnen mit dem berühmten Farnesischen Stier (heute im Archäologischen Nationalmuseum in Neapel) (Abb.). Der Palast ist heute der Sitz der französischen Botschaft.
- 3a Camerini Farnesiani (Via Giulia 253-260) (Abb.)

Hinter der Reihe der heute zur französischen Botschaft gehörigen niederen Gebäuden (Camerini Farnesiani) (Abb.) erstreckte sich der um 1603 von Kardinal Odoardo Farnese errichtete Palazzetto Farnese auch Eremo del Cardinale (Einsiedelei des Kardinals) genannte kleine Gartenpalast. Dieser mit Wandgemälden von Giovanni Lanfranco geschmückte private Rückzugsort des Kardinals war vom Palazzo Farnese über eine Terrasse und die Brücke über die Via Giulia, den Arco Farnese direkt erreichbar. Gebäude und Garten fielen nach 1870 der Tiberregulierung zum Opfer.
- 4 Arco Farnese

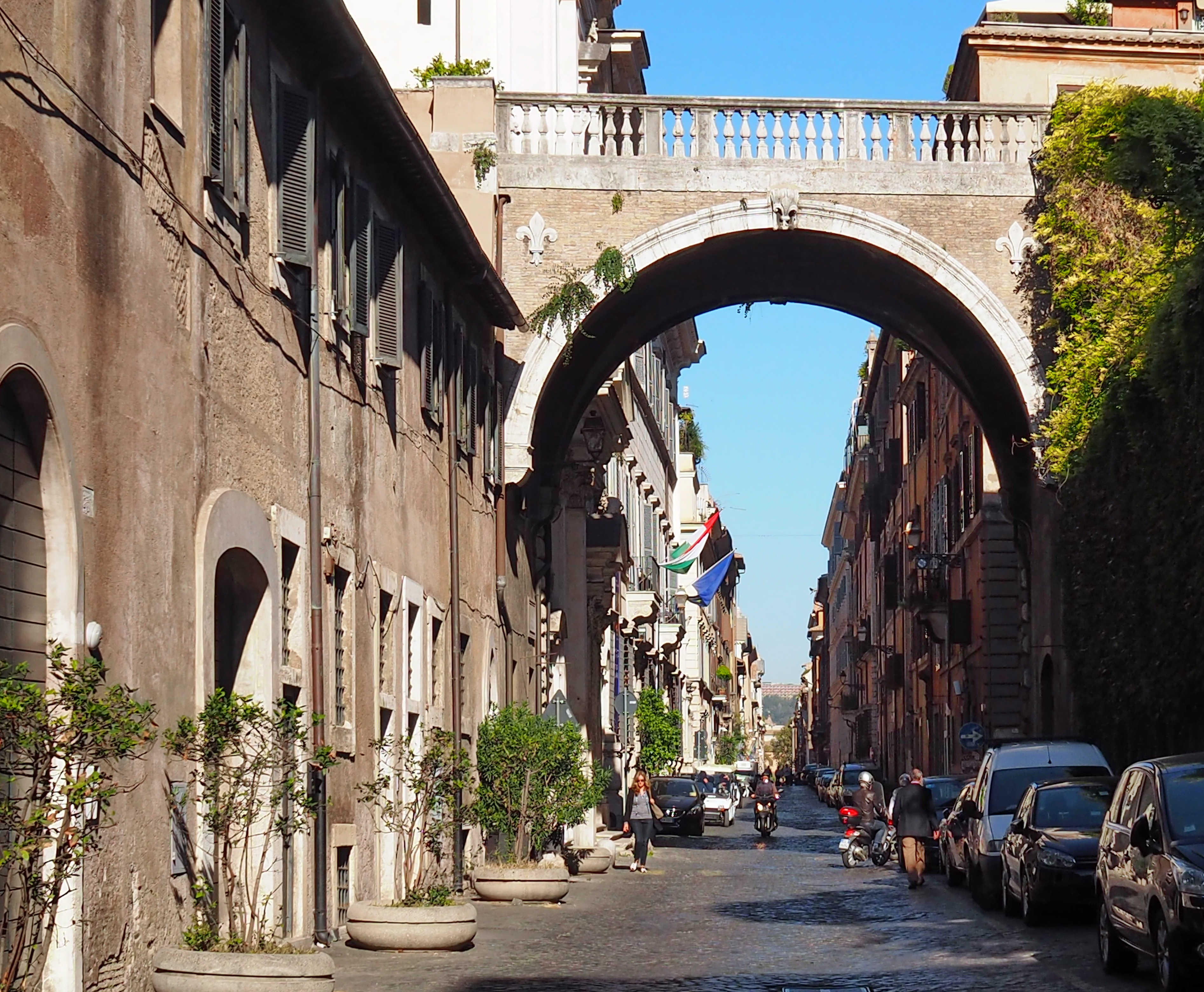
4 Arco Farnese

Der Brückenübergang über die Via Giulia sowie die verbundene Terrasse des Palazzo Farnese wurde auch als Tribüne benutzt, von der aus, vor allem während des Karnevals, festliche Umzüge, Spiele und Pferderennen in der Via Giulia verfolgen werden konnten.
- 5 Santa Maria dell’Orazione e Morte (Rom)

Die Kirche befindet sich in unmittelbarer Nachbarschaft des Palazzo Farnese und wurde 1538 von der Compagnia della Morte gegründet. Diese Bruderschaft hatte die Aufgabe, Tote, die aus dem Fluss geborgen oder im Umland von Rom gefunden wurden, zu bestatten. Der ausgedehnte Friedhof am Ufer des Tiber ist mit der Regulierung des Flussufers 1886 aufgehoben worden. Die Fassade stammt aus dem Jahr 1732.
- 6 Palazzo Falconieri auch Palazzo Odescalchi Falconieri (Via Giulia 1)

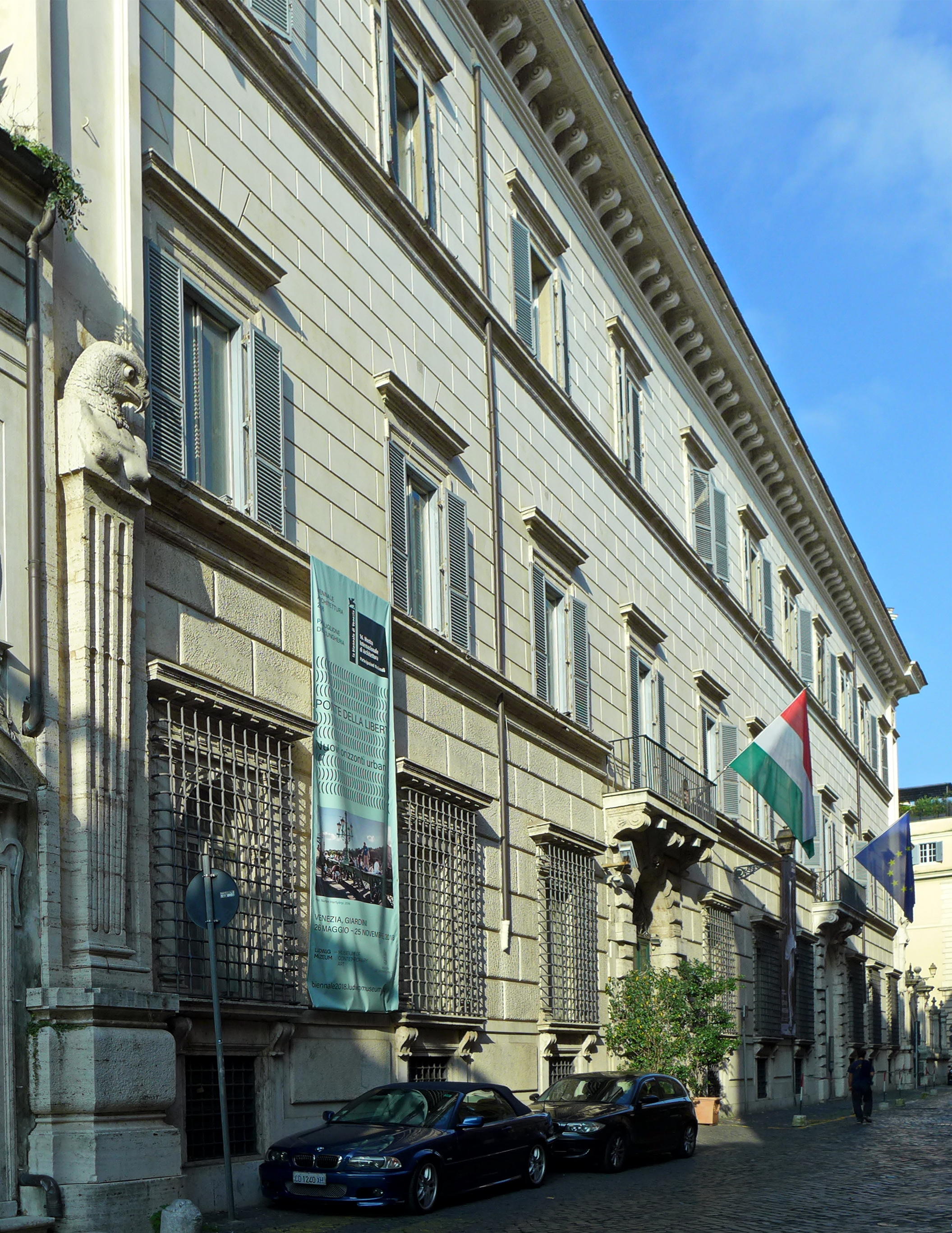
6 Palazzo Falconieri

Das ursprüngliche Gebäude, welches unmittelbar an die Kirche Santa Maria dell‘Orazione e Morte anschließt, wurde im 16. Jahrhundert für die römische Adelsfamilie der Ceci erbaut. Von den Ceci 1574 an die Familie Odescalchi und von diesen 1606 an die Farnese veräußert, gelangte es 1638 für 16.000 Scudi an den Florentiner Adeligen Orazio Falconieri. Dieser beauftragte 1645/1646 den Architekten Francesco Borromini mit der Erweiterung des Palastes. Die Seiten der Fassade an der Via Giulia zieren zwei Lisenen in der Gestalt von großen Hermen mit weiblichen Brüsten und Falkenköpfen. Die Fassade an der Tiberseite zeigt eine dreibogige Loggia aus 1646. Von 1815 bis 1818 wohnte Letizia Ramolino, die Mutter Napoleon Bonapartes, in dem Palast und ab 1814 ihr Bruder Kardinal Joseph Fesch. 1927 trat das Königreich Italien den Palast an den ungarischen Staat ab, der ihn als Sitz der Ungarischen Akademie (Accademia d’ungheria) errichtete. Heute residieren in dem Palast, neben der Akademie, die Botschaft Ungarns und das Pontificium Institutum Ecclesiasticum Hungaricum in Urbe.
- 7 Palazzo Baldoca-Muccioli (Via Giulia 167) (Abb.)

Die Geschichte dieses Palastes ist eng mit jener des benachbarten Palazzo Cisterna verbunden. Beide Liegenschaften waren vom Bildhauer Guglielmo della Porta erworben worden. Er war ab 1540 von Papst Paul III. zu seinem Hofkünstler berufen und mit der Innenausstattung des Palazzo Farnese betraut worden. Der Bau wurde vermutlich auch von ihm errichtet. Von dem Bildhauer kam das Gebäude in den Besitz der Familie Baldoca und weiter der Muccioli. Zu Beginn des 20. Jahrhunderts diente der Palast als Residenz des englischen Botschafters in Rom, der ihn 1928 restaurieren ließ.
- 8 Palazzo Cisterna (Via Giulia 163) (Abb.)

Der Palazzo Cisterna wurde von Guglielmo della Porta erbaut und diente ihm als Residenz. Über einem Fenster im ersten Stock ist die Inschrift GUIEILMUS D(ella) P(orta) ME(ediolanensis) – S(culptor) CI(vis) RO(manus) zu lesen (Abb.). Aus einem Brief an einen Freund geht hervor, dass der Palast 1575 fertig gestellt war. Der erwähnte Balkon ist noch heute erhalten. Anfang 1600 erwarben spanische Missionare den Palast, den sie Anfang des 20. Jahrhunderts an die Familie Cisterna verkauften. Mitte des 20. Jahrhunderts wurde er an die Familie Ducci veräußert.
- 9 Santa Caterina da Siena in Via Giulia

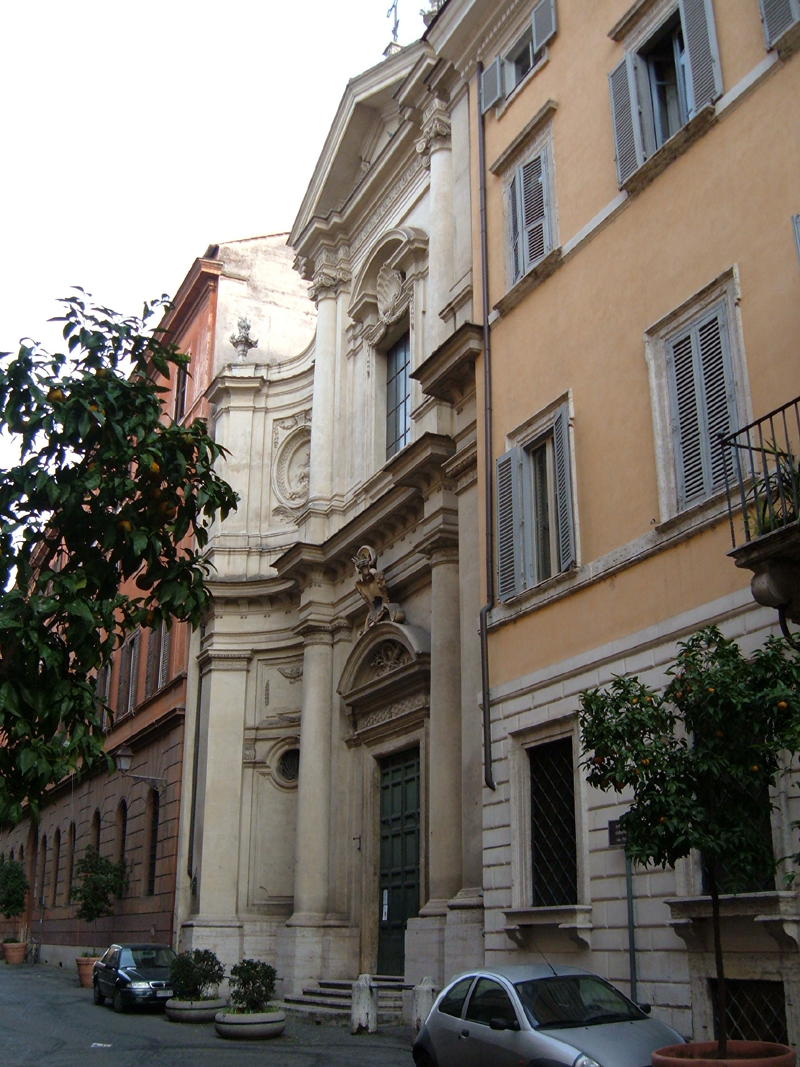
9 Santa Caterina

Die Geschichte dieser Kirche ist eng mit der Geschichte der seit dem 14. Jahrhundert in Rom gegründeten Bruderschaft der Sienesen verbunden. Eine Gemeinde von Kaufleuten, Bankiers und Handwerker aus Siena waren seit dem 15. Jahrhundert in der Via Giulia ansässig. 1519 wurde die Bruderschaft von Papst Leo X. offiziell anerkannt. Mit dem Bau der Kirche zu Ehren ihrer Heiligen, eines Oratoriums und eines Klerikerhauses beauftragten sie 1526 Baldassare Peruzzi. Die Finanzierung übernahm der Sienesische Adel in Rom, vor allem der Kardinal Giovanni Piccolomini und der Bankier Agostino Chigi. Nach Überflutungen des Tibers fast vollkommen zerstört, wurde sie zwischen 1766 und 1775 nach Entwürfen von Paolo Posi neu aufgebaut. Der Erzbruderschaft der Sienesen gehört das Gebäude bis heute. Anlässlich des 500-jährigen Jubiläums der Straße 2008 wurde das Altarbild von Girolamo Genga restauriert.
- 10 Palazzo Varese (Via Giulia 14–21) (Abb.)

Der Palast gegenüber der Kirche der Sieneser war ursprünglich 1495 errichtet und zwischen 1617 und 1618 im Auftrag eines Monsignor Diomede Varese von Carlo Maderno vollkommen neu gebaut. 1788 überließ Monsignor Giuseppe degli Atti Varese das Gebäude der Kongregation Propaganda Fide. Nach mehreren Wechseln gelangte der Palast schließlich in den Besitz der Familie Mancini. Die Vorderseite besteht aus zwei Obergeschossen und einem Halbgeschoss. Im Erdgeschoss öffnet sich das Hauptportal, darüber ein Balkon auf Konsolen, flankiert von je drei Fenstern. Durch das Portal gelangt man in den Cortile mit drei Arkadenordnungen (Abb.). Der Cortile war ursprünglich zu einem Garten am Fluss geöffnet.
- 11 Sant’Eligio degli Orefici (Via di Sant’Eligio 9)

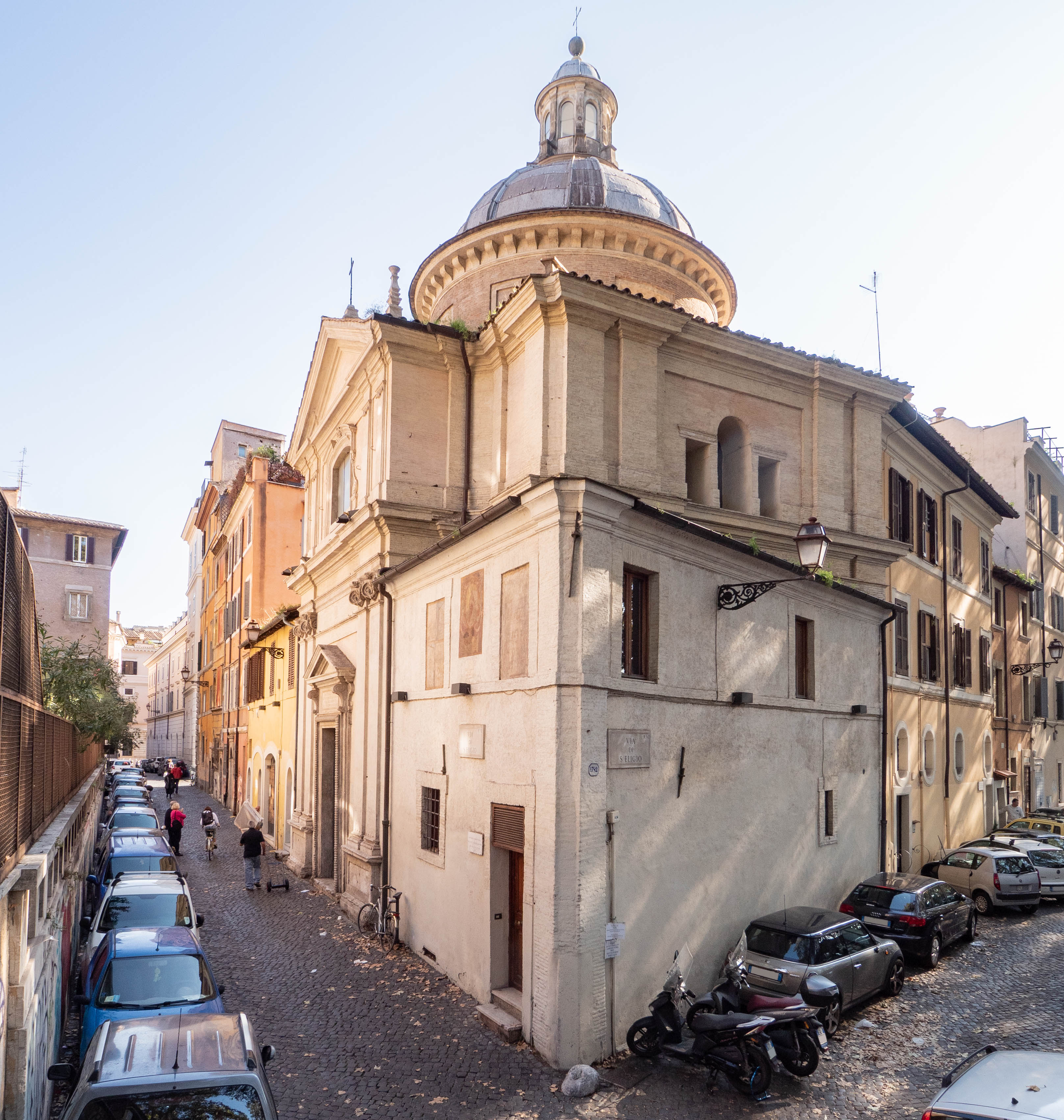
11 Sant’Eligio

Die kleine Kirche, etwas abseits der Via Giulia ist die Zunftkirche der römischen Gold- und Silberschmiede. Sie gilt als eines der Bauwerke Raffaels.
- 12 Palazzo del Collegio Spagnolo (Via Giulia 151)

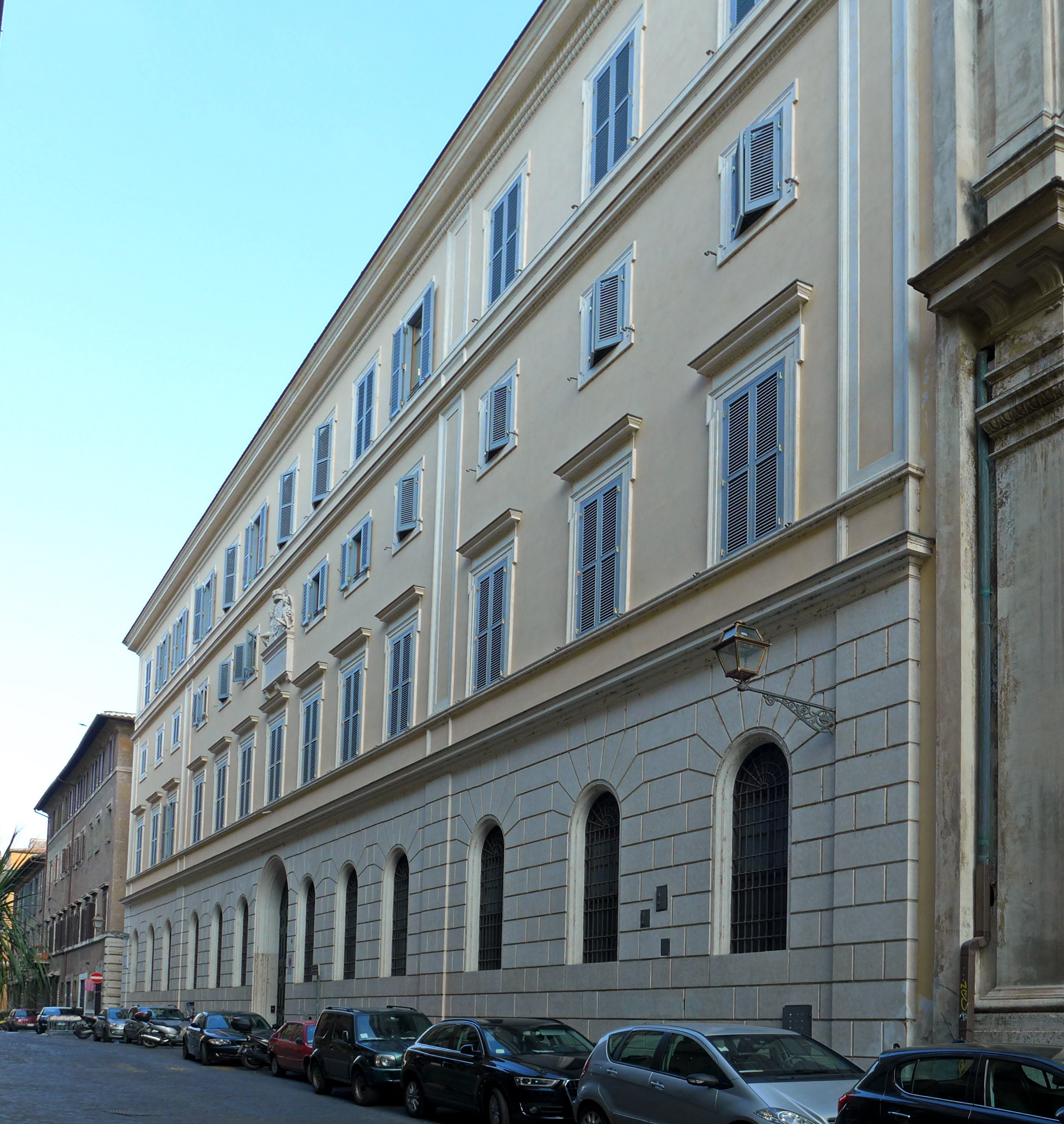
12 Collegio Spagnolo

Der Palacio de Monserrat von Pietro Camporese und Antonio Sarti wurde zwischen 1848 und 1862 erbaut und ist heute das Spanische Zentrum für Höhere Ecclesiastische Studien. Das Institut ist an die dahinter liegende spanische Nationalkirche Santa Maria di Monserrato an der Via Monserrato angeschlossen. Mit der Fertigstellung dieses Gebäudekomplexes im 19. Jahrhundert kommt die Bautätigkeit in der Via Giulia zum Erliegen.
- 13 Liceo Statale Virgilio (Via Giulia Nr. 35 ff.)

Einer der bedeutendsten staatlichen Schulkomplexe Roms wurde zwischen 1936 und 1939 von Marcello Piacentini errichtet. In den Baukomplex zwischen der Via Giulia und dem Lungotevere dei Tebaldi wurde die Fassade des Palazzo Ghisleri (Abb.), entworfen von Carlo Maderno (16. Jahrhundert), und der Kirche Spirito Santo dei Napoletani einbezogen.
- 14 Palazzo Ricci (Via Giulia 146) (Abb.)

Der heutige Bau war ursprünglich eine Ansammlung nicht zusammengehöriger, zu verschiedenen Zeiten entstandener Gebäude gegenüber dem Collegio Ghisleri. Der Gebäudekomplex wurde 1634 und 1683 zusammengefasst. Die Hauptfassade zur Piazza de’Ricci zeigt stark verblasste Reste einer Bemalung von Polidoro da Caravaggio (16. Jahrhundert). An der Seite zur Via Giulia wurde dem Komplex durch eine zusammenhängende Fassade die heutige einheitliche Ansicht gegeben (Abb.).
- 15 Spirito Santo dei Napoletani

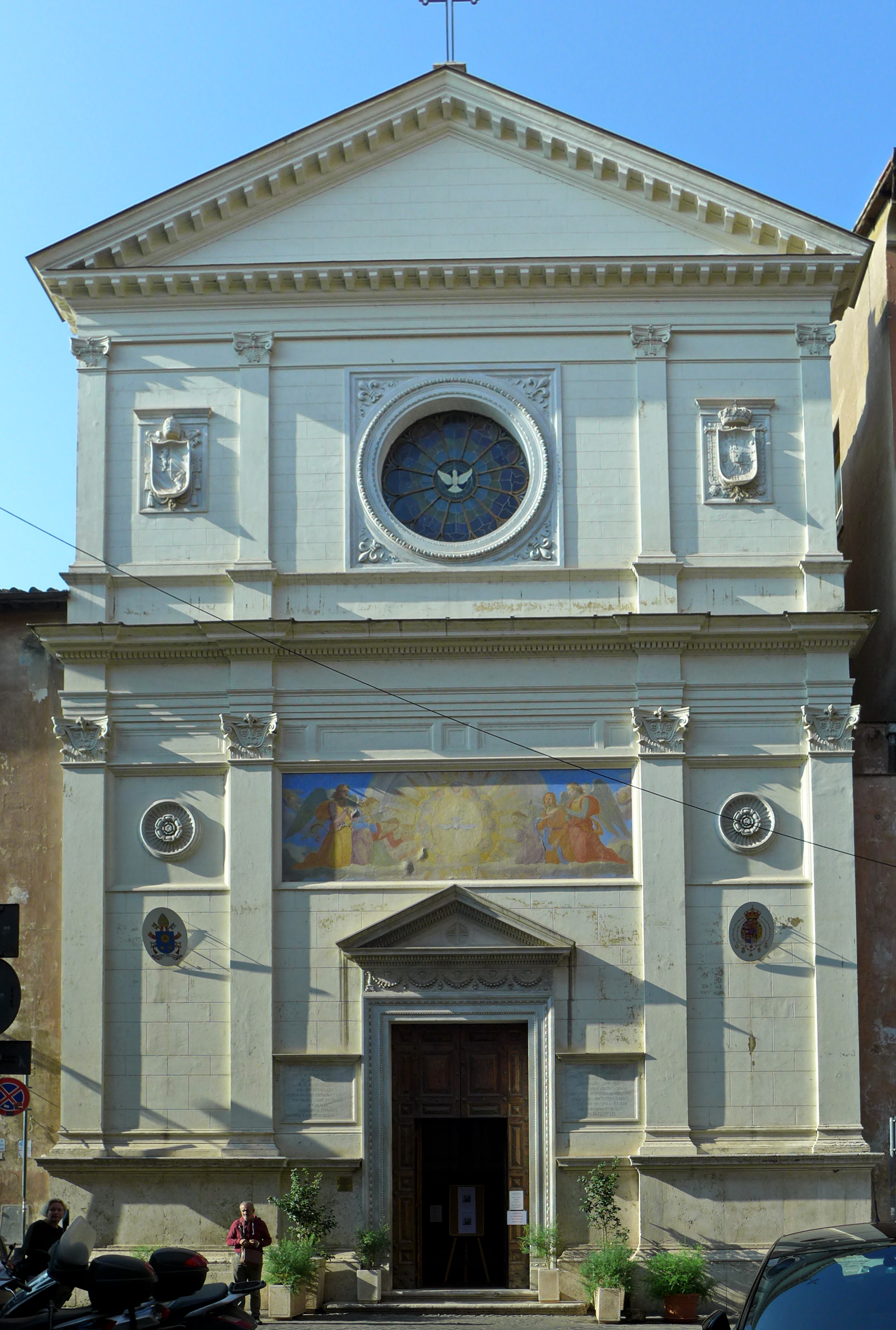
15 Sto. Spirito dei Napoletani

Im Katalog Pius V. ist diese Kirche unter dem Namen Santa Aura in strada Iulia aufgelistet. Sie war der Heiligen Aurea, der Schutzpatronin von Ostia geweiht. An die Kirche war ein Nonnenkloster angeschlossen. 1439 wurde die Kirche auf Kosten von Kardinal Guillaume d’Estouteville restauriert. 1572 übergab man das verfallene Gebäude der Confraternita dello Spirito Santo dei Napoletani (Bruderschaft vom Heiligen Geist der Neapolitaner), die es abreißen ließen. 1574 baute Domenico Fontana die Kirche neu. Sie war dem Heiligen Geist geweiht. Im Laufe der folgenden Jahrhunderte wurde sie mehrmals renoviert, Anfang des 18. Jahrhunderts durch Carlo Fontana und Mitte des 19. Jahrhunderts die Fassade von Antonio Cipolla (1853). Es war die Nationalkirche des Königreiches beider Sizilien. Zwischen 1934 und 1984 waren der letzte König Franz II. und seine Frau Marie Sophie Amalie, Herzogin in Bayern in der Kirche bestattet. Nach langen Restaurierungsarbeiten ist die Kirche seit 1986 wieder öffentlich zugänglich. (Abb.)
- 16 San Filippo Neri in Via Giulia (Abb.)

Das Kirchlein gegenüber den Carceri Nuove war von einem Handschuhmacher aus Florenz, Rutilio Brandi um 1600 gestiftet und ursprünglich dem Heiligen Trophimus von Arles geweiht. Verbunden damit war ein Heim für unverheiratete Mädchen und ein Hospital für kranke Priester. Nach dem Mädchenheim erhielt die Kirche die Widmung an den Heiligen Filippo Neri. Das Gebäude ist heute profaniert.
- 17 Carceri Nuove (via Giulia 52)

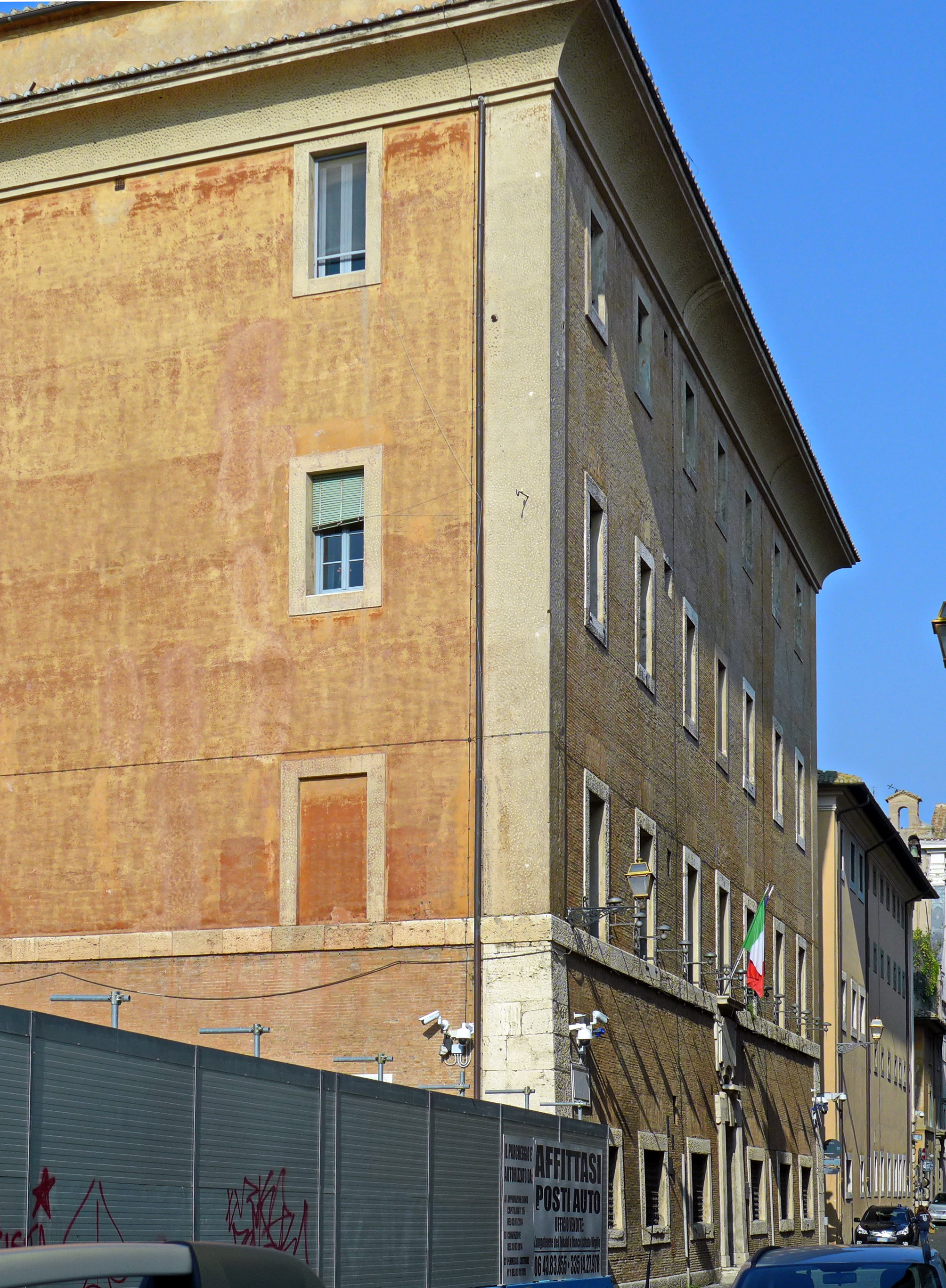
17 Carceri Nuove

Seit 1430 hatte die einflussreiche Familie Savelli ein Monopol für das Betreiben von Gefängnissen in der Stadt, vor allem die berüchtigte Corte Savella in der Via di Monserrato Nr. 42. Der inhumane Strafvollzug in der Corte Savella veranlasste Papst Innozenz X. den Savelli das Monopol auf den Strafvollzug in Rom zu entziehen. Als Zeichen einer neuen Justitia Papalis ließ er die neue Justizvollzugsanstalt, die Carceri Nuove in der Via Giulia errichten. Dieses Neue Gefängnis wurde zwischen 1652 und 1655 vom Architekten Antonio del Grande gebaut. Die Carceri Nuove wurden in ihrer Zeit als Vorbild für humanen Strafvollzug betrachtet. Auf das Image der Prachtstraße hatte das Gebäude und sein Zweck einen eher negativen Einfluss, was dazu führte, dass weitere Bauaktivitäten in den Folgejahren weitgehend zum Stillstand kamen und der Renaissance-Charakter der Straße erhalten blieb. Das Gebäude diente bis 1883 als Gefängnis, weiter bis 1931 als Jugendgefängnis. Ab 1931 beherbergte der Palast den Sitz des Centro di Studi Penitenziari (Forschungsinstitut für Strafjustiz) und eine Fachbibliothek. Heute ist in dem Gebäude die Direzione Nazionale Antimafia e Antiterrorismo (Nationale Direktion für Anti-Mafia und Anti-Terrorismus) untergebracht.
- 17a Palazzo del Gonfalone

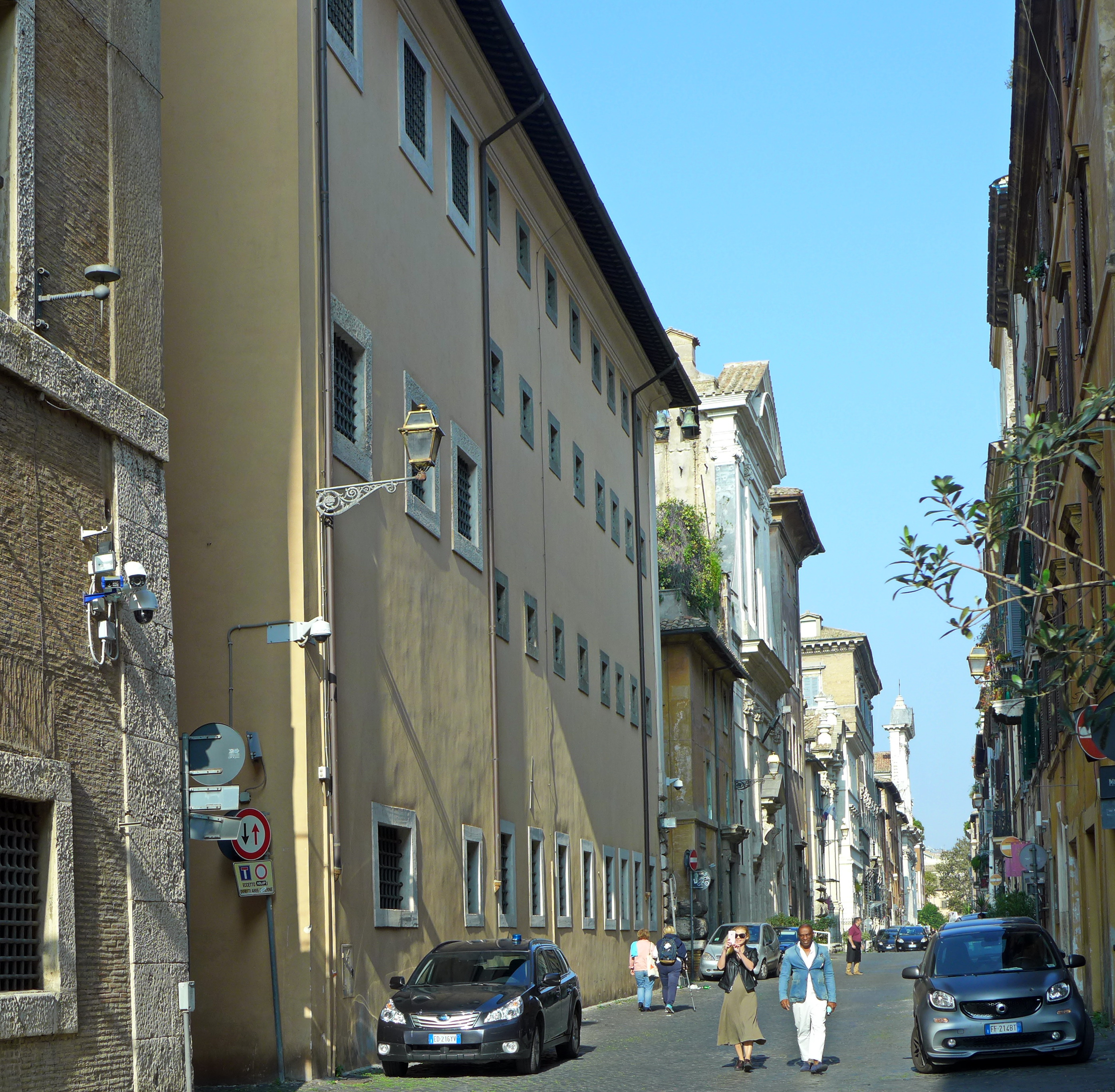
17a Palazzo del Gonfalone

Das schmucklose, nüchterne Bauwerk, zwischen dem Vicolo della Scimia und der Via del Gonfalone hat keinen Eingang von der Via Giulia. Er wurde zwischen 1825 und 1827 unter Papst Leo XII. nach Plänen von Giuseppe Valadier als Jugendgefängnis errichtet. Heute befindet sich das Museo Criminologico (Kriminologisches Museum) in dem Gebäude.
- 18 Santa Maria del Suffragio

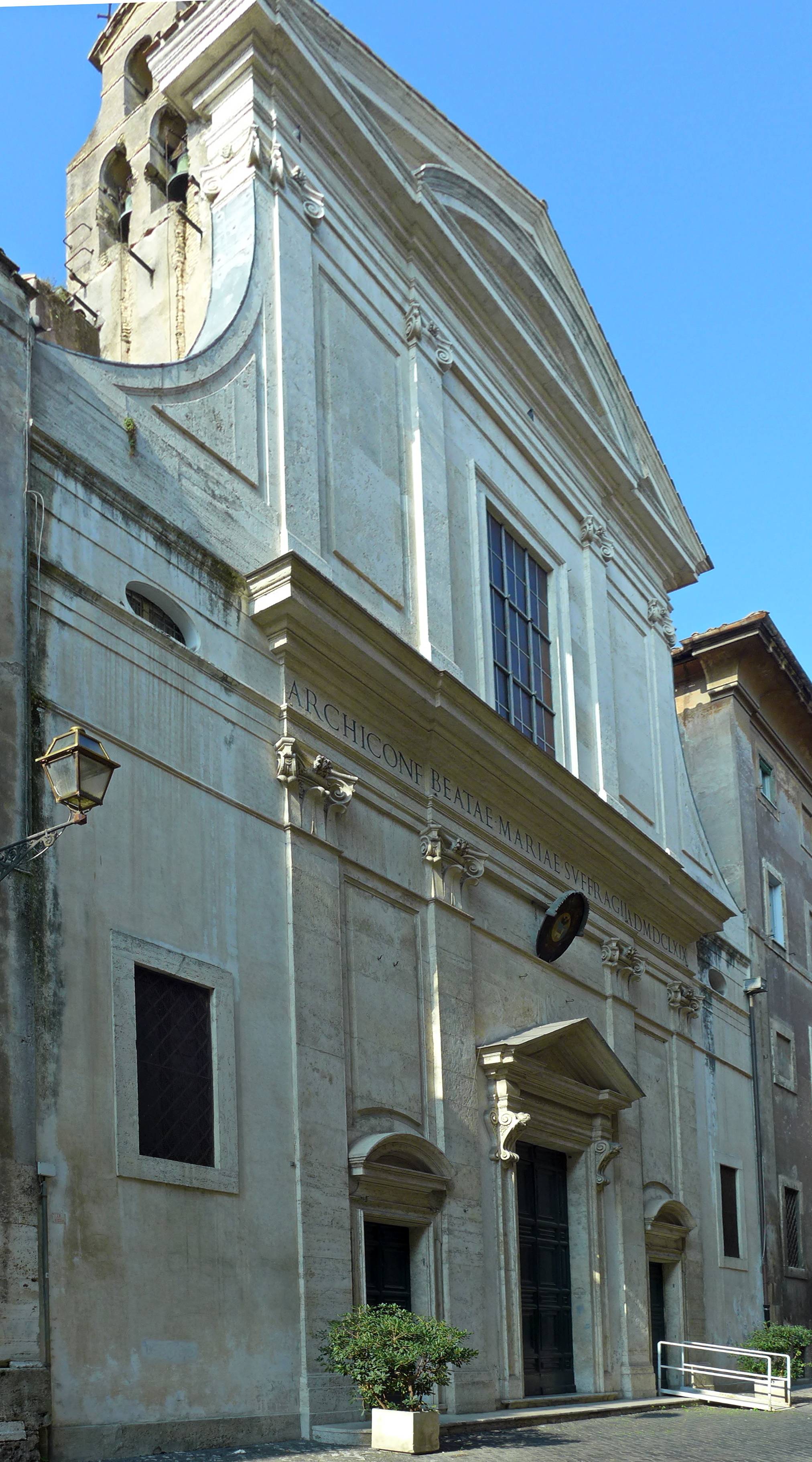
18 S.M.del Suffragio

1592 wurde die Confraternita del Suffragio (Bruderschaft der Fürbitte) neben der Kirche San Biagio della Pagnotta zu dem frommen Zweck gegründet, um Fürbitte für Sterbende und Verstorbene zu erflehen. Die Bruderschaft erhielt 1594 ihre Zulassung von Clemens VIII. und wurde 1620 von Paul V. zur Arciconfaternità (Erzbruderschaft) erhoben. 1607 erwarb die Erzbruderschaft ein Grundstück innerhalb des unvollendeten Palazzo dei Tribunali und beauftragte den Architekten Carlo Rainaldi mit dem Bau einer eigenen Kirche, die 1669 fertig gestellt und 1675 von den Auftraggebern übernommen wurde. Eine Renovierung der Kirche erfolgte 1868. Die Fresken im Kircheninneren stammen von Cesare Mariani (die Krönung der Jungfrau), Giuseppe Chiari (Geburt Mariens und Anbetung der Könige).
- 19 Palazzo dei Tribunali

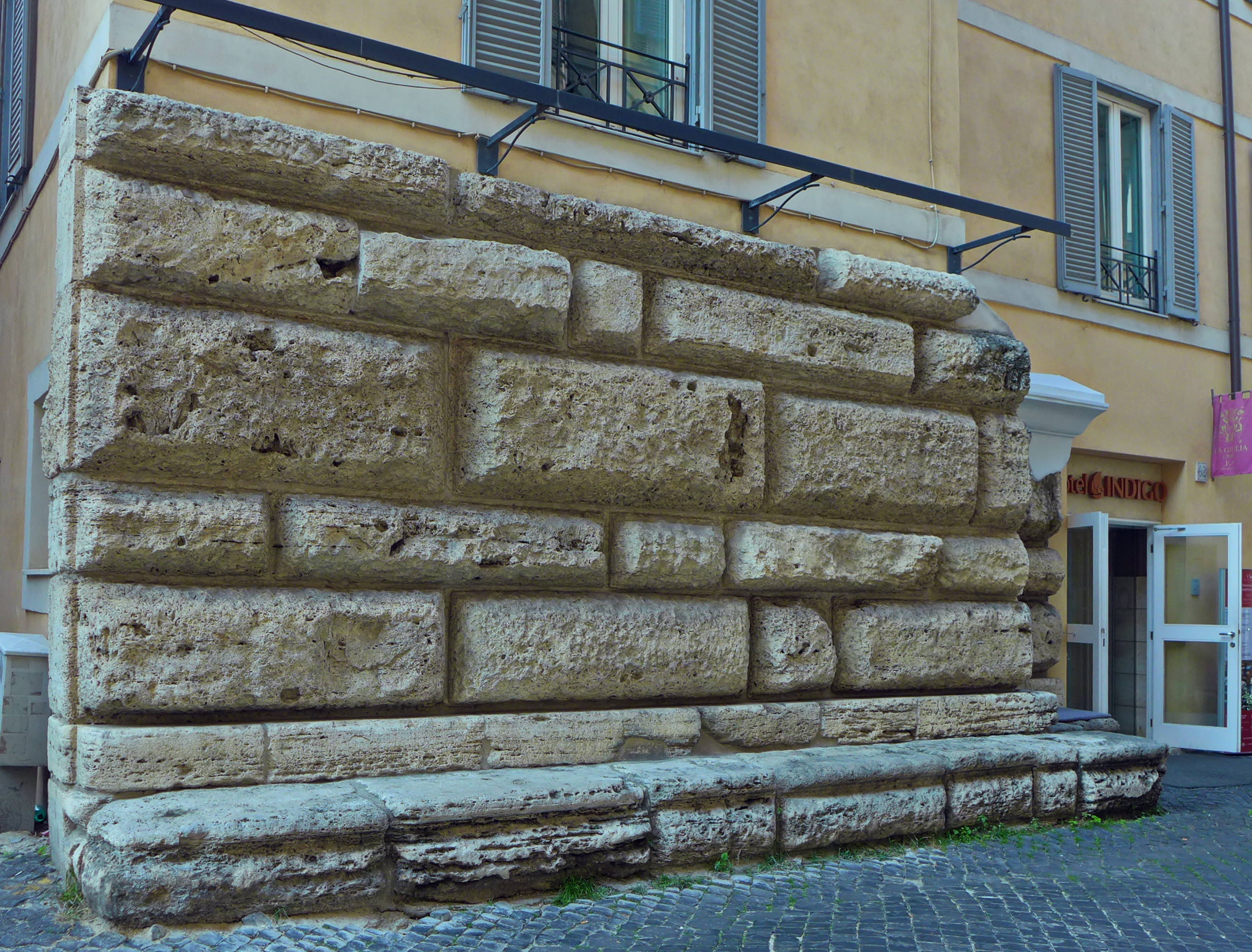
19 Sofà

Das wichtigste Projekt Julius II. in der von ihm geplanten neuen Straße war ein zentrales Verwaltungsgebäude, in dem ein Großteil der wichtigen Ämter und Gerichte (Tribunali) der Stadt zusammengefasst werden sollte. Der Auftrag des Papstes an Donato Bramante, zu der Zeit vor allem Architekt der neuen Peterskirche, erging um 1506. Die Bauarbeiten auf dem Areal zwischen Vicolo del Cefalo und Via del Gonfalone begannen um 1508, wurden allerdings bereits 1511 nach der Pax Romana unterbrochen. Mit dem Tod Julius II. 1513 wurde die Bautätigkeit vollends eingestellt. Giorgio Vasari schreibt: Der Papst beschloss in der von Bramante entworfenen Via Giulia alle Ämter und Finanzstellen Roms an einen Ort zusammen zu legen. Dies hätte Erleichterungen für die Geschäftsleute bei der, bis dahin umständlichen Abwicklung ihrer Geschäfte gebracht. Daher begann Bramante den Bau des Palastes, den man bei San Biagio am Tiber sieht. In ihm gibt es noch einen unvollendeten korinthischen Tempel, etwas sehr Seltenes und die Reste des Beginns in schöner Opera Rustica. Es ist ein großer Schaden, dass ein so wichtiges, nützliches und großartiges Projekt unvollendet geblieben ist. Bei den Fachleuten war dies als das schönste Bauwerk seiner Art, das man je gesehen hat betrachtet worden. Von dem Bauwerk sind heute lediglich einige Reste der mächtigen Rustika-Mauern, von der römischen Bevölkerung als Sofà bezeichnet, zwischen der Via del Gonfalone bis zum Vicolo del Cefalo entlang der Via Giulia zu sehen.
- 20 San Biagio della Pagnotta (San Biagio degli Armeni)

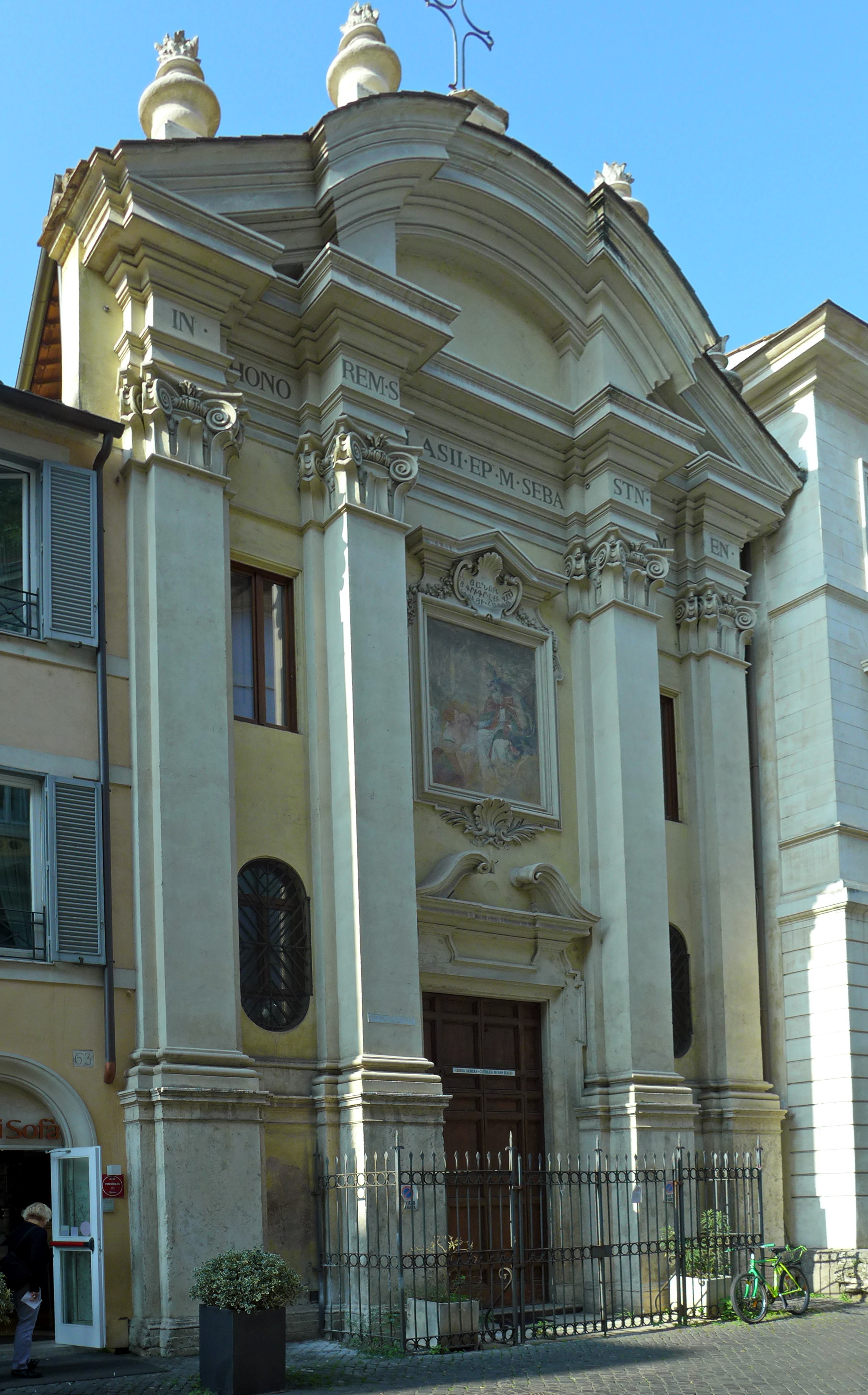
20 San Biagio

Diese alte, dem Heiligen Blasius von Sebaste geweihte Kirche ist bereits in den Kirchenkatalogen des Mittelalters unter dem Namen San Biagio de Cantu Secuta erwähnt. Der Name della pagnotta leitet sich vom römischen Wort pagnotta (Brötchen) ab, die dort zu bestimmten Anlässen an die Gläubigen verteilt wurden. Die Kirche war an eine der ersten Abteien Roms angeschlossen. Eine Inschrift im Inneren erinnert an den Neubau der Kirche durch einen Abt Dominicus im Jahre 1072. Diese Kirche sollte nach den Plänen Bramantes in den Bau des Palazzo dei Tribunali einbezogen werden. 1539 wurde sie zu einer Pfarrkirche erhoben. 1826 teilte Papst Gregor XVI. die Kirche der armenischen Gemeinde zu. Seitdem führt sie auch den Namen San Biagio degli Armeni.
- 21 Palazzo Ricci-Donarelli (Via Giulia Nr. 99–105)

Der Palast, gegenüber vom Palazzo Sacchetti war ursprünglich eine Gruppe von Wohngebäuden, die erst der Familie Ricci, später den Donarelli gehörte. Der Komplex wurde 1663 durch Carlo Rainaldi restrukturiert.
- 22 Palazzo Sacchetti (Via Giulia 66)

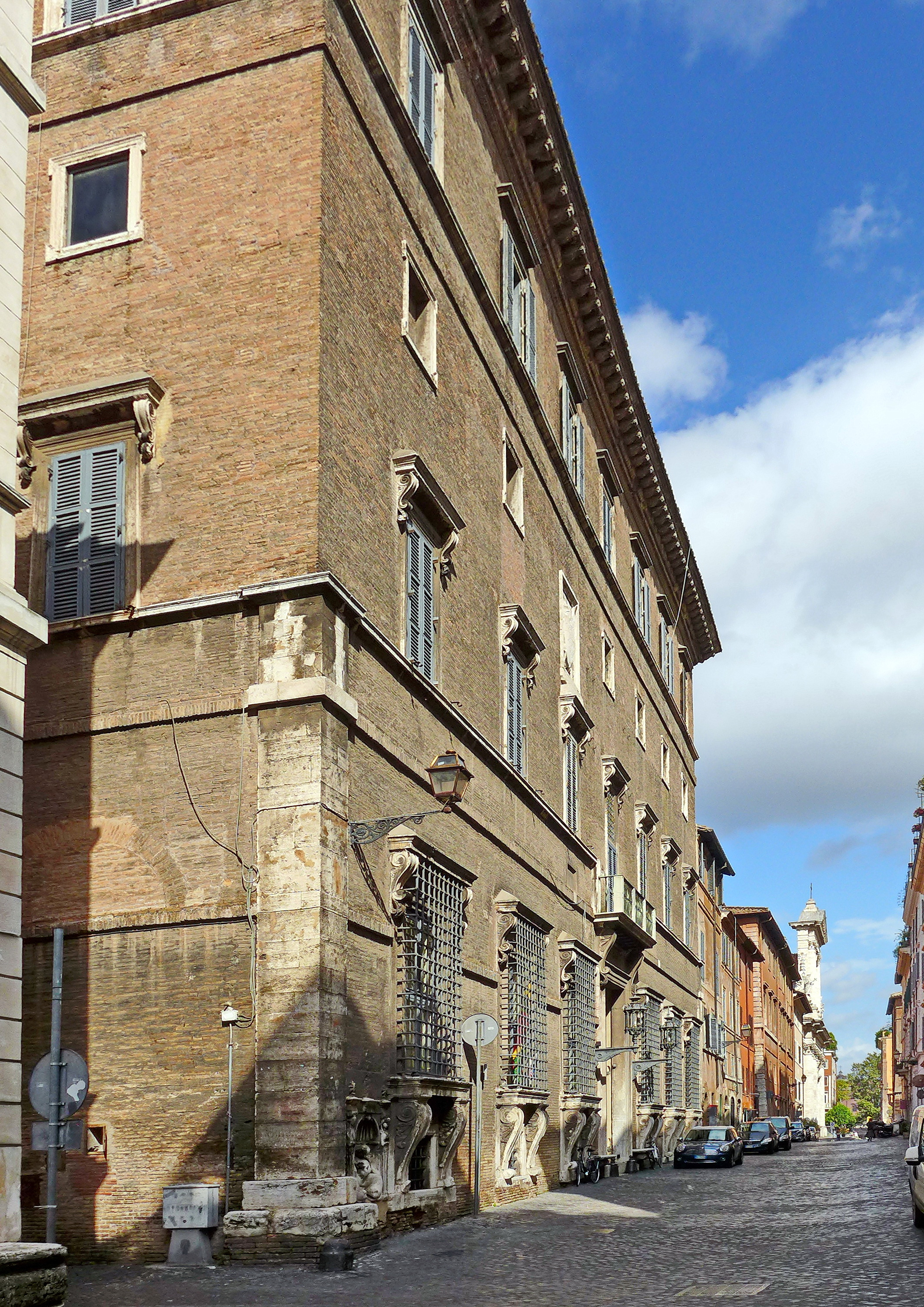
22 Palazzo Sacchetti

Der Architekt Antonio da Sangallo der Jüngere erhielt das Grundstück von Papst Paul III. und errichtete darauf 1542 für sich ein dreistöckiges Wohnhaus. Er wohnte hier bis zu seinem Tod im Jahre 1546. Sein Sohn Orazio erbte das Gebäude und verkaufte es 1552 dem Kardinal Giovanni Ricci di Montepulciano, der den Palast vom Architekten Nanni di Baccio Bigio auf die heutigen Dimensionen erweitern ließ. Eine Inschrift an der Seitenwand im Vicolo del Cefalo besagt, dass der Palast vom Census 1555 befreit war.
Das Gebäude wechselte mehrere Male den Besitzer. 1649 kaufte es die Florentiner Familie Sacchetti, deren Namen es noch immer trägt. Am dritten Fenster im ersten Stock ist der Rest des später abgeschlagenen Wappens Paul III. eingelassen. Das Eingangsportal aus Marmor zur Via Giulia ist an beiden Seiten von drei großen vergitterten Fenstern mit Kniekonsolen umrahmt. An der linken Ecke des Palastes ist ein kleiner Brunnen (Abb.) mit zwei Delphinen in die Hausmauer eingelassen. Dieser nimmt Bezug auf die späteren Eigentümer, die Familie Ceuli. Bemerkenswert im Inneren sind der Saal der Weltkarten, gestaltet von Francesco Salviati und der Speisesaal mit Fresken von Pietro da Cortona. Die Schriftstellerin Ingeborg Bachmann wohnte 1973 in diesem Palazzo und verstarb hier am 17. Oktober 1973.
- 23 Palast mit den Farnesewappen (Via Giulia 93)

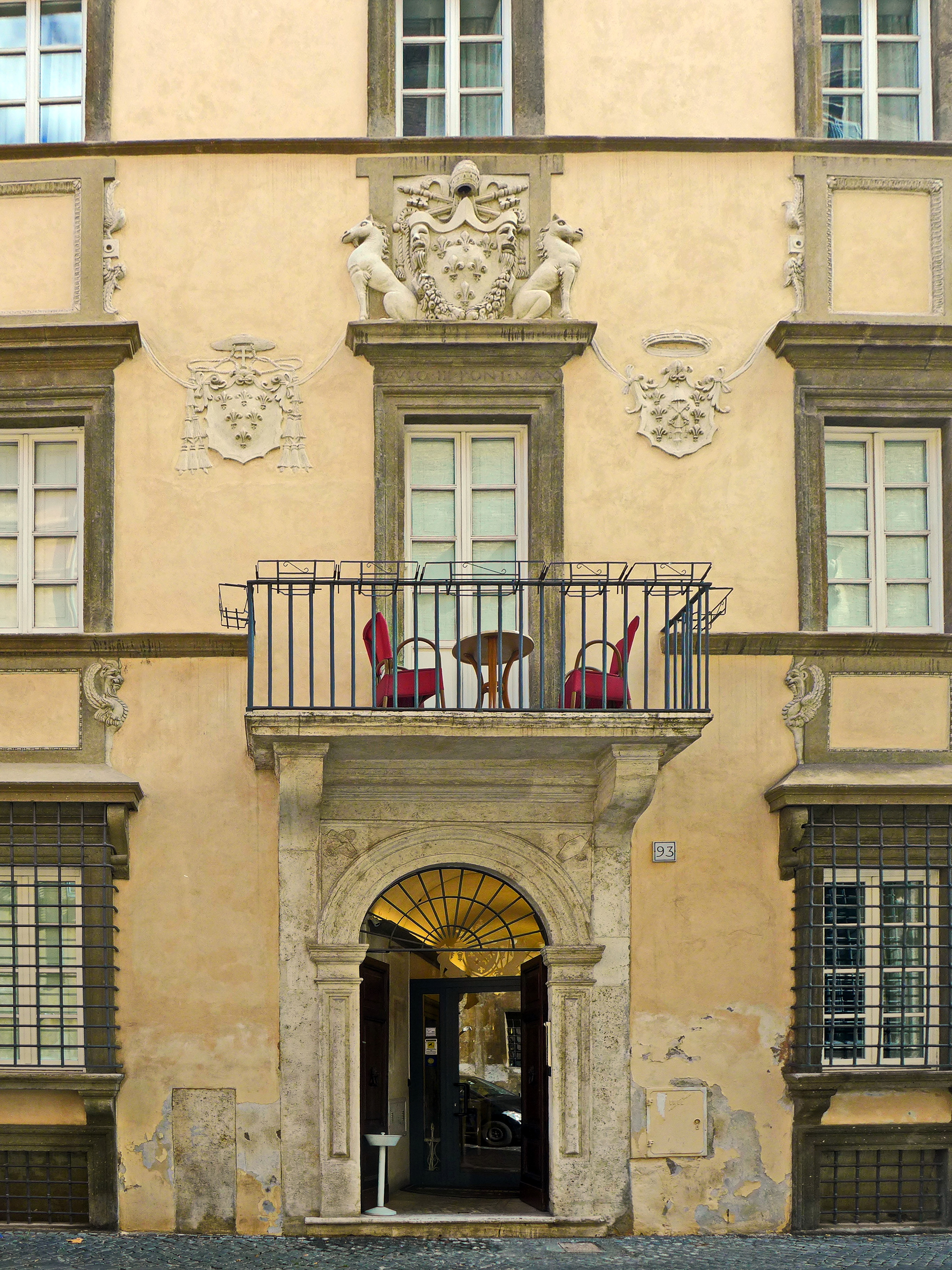
23 Pal. mit Farnese-Wappen

Der Bau wird Giacomo della Porta zugeschrieben. Seinen Namen hat der Palazzo nach den drei Wappen der Farnese, die unter Papst Paul III. an der Fassade angebracht wurden. Im Zentrum des Obergeschosses ist das Wappen Paul III. mit der päpstlichen Tiara und den Schlüsseln zwischen zwei Einhörnern angebracht. Links ist das Wappen des Kardinal Alessandro Farnese und rechts das Wappen des Herzogs von Parma und Piacenza Ranuccio I. Farnese angebracht.
- 24 Palazzo Medici Clarelli (Via Giulia 79)

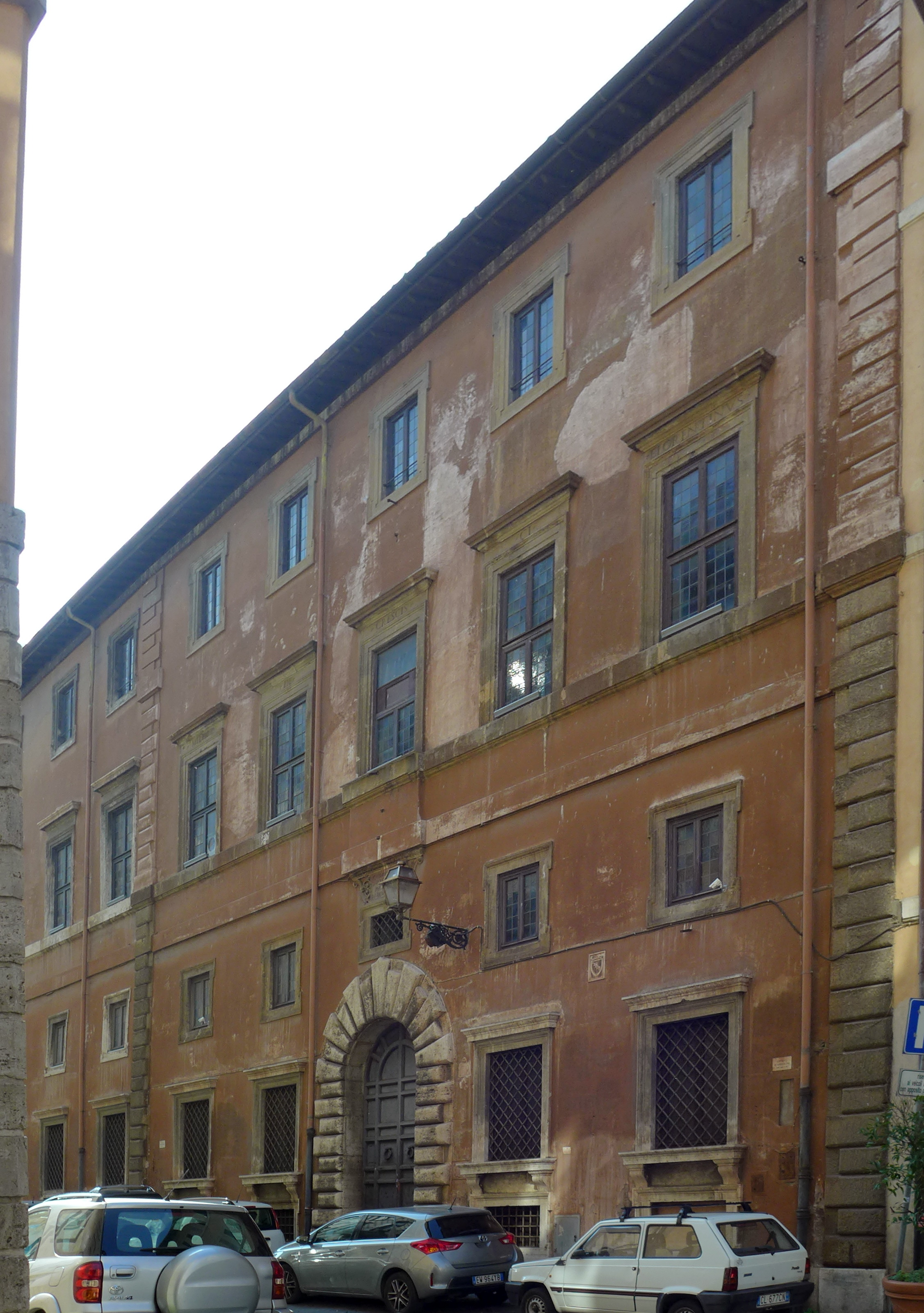
24 Palazzo Medici Clarelli

Diesen Palast errichtete 1536 bis 1542 ebenfalls Antonio da Sangallo der Jüngere als privates Wohnhaus. Nach dem Tode Sangallos gelangte das Gebäude in den Besitz des Florentiners Migliore Cresci. Eine Inschrift über dem Hauptportal (Abb.) verewigt den Herzog Cosimo I. de’ Medici. Der Palast war im 17. Jahrhundert Sitz des Toskanischen Konsulats in Rom. Ende des 17. Jahrhunderts gehörte er der Familie Marini Clarelli. Im 19. Jahrhundert wurde er als Kaserne verwendet und 1870 an die Stadt Rom verkauft. Die Fassade sowie das Portal sind von Rustika-Quadern gesäumt. An den Seiten des Portals befinden sich große Fenster auf Konsolen.
- 25 Casa di Raffaello (via Giulia 85) (Abb.)

Dieser fälschlich als Haus des Raffael bezeichnete Palast wurde nach 1525 für das Vatikanische Kapitel nach einem Entwurf des Architekten Bartolomeo de Ramponibus erbaut. Raffael erwarb ursprünglich hier drei Grundstücke. Er starb allerdings noch vor Fertigstellung eines Gebäudes. Eine Inschrift über den Fenstern des ersten Stockwerkes erinnert an Raffael: POSSEDEVA RAF SANZIO NEL MDXX.
- 26 Viertel der Florentiner

Seit dem 15. Jahrhundert zogen toskanische Kaufleute nach Rom und siedelten im Tiberbogen, dem heutigen Rione Ponte. Beide Päpste aus der Familie Medici, Leo X. und Clemens VII. förderten den Zuzug speziell der Florentiner. Die Kommune hatte seit 1515 ein eigenes Konsulat mit Sitz im Haus an der Ecke Via del Consolato. Sie hatte auch ihre eigenen Gesetze, ein eigenes Gericht, sogar ein eigenes Gefängnis. Einige der Gebäude aus dem 16. Jahrhundert, die ehemals Florentinern gehörten (Abb.), sind gegenüber der Kirche San Giovanni dei Fiorentini bis heute erhalten:

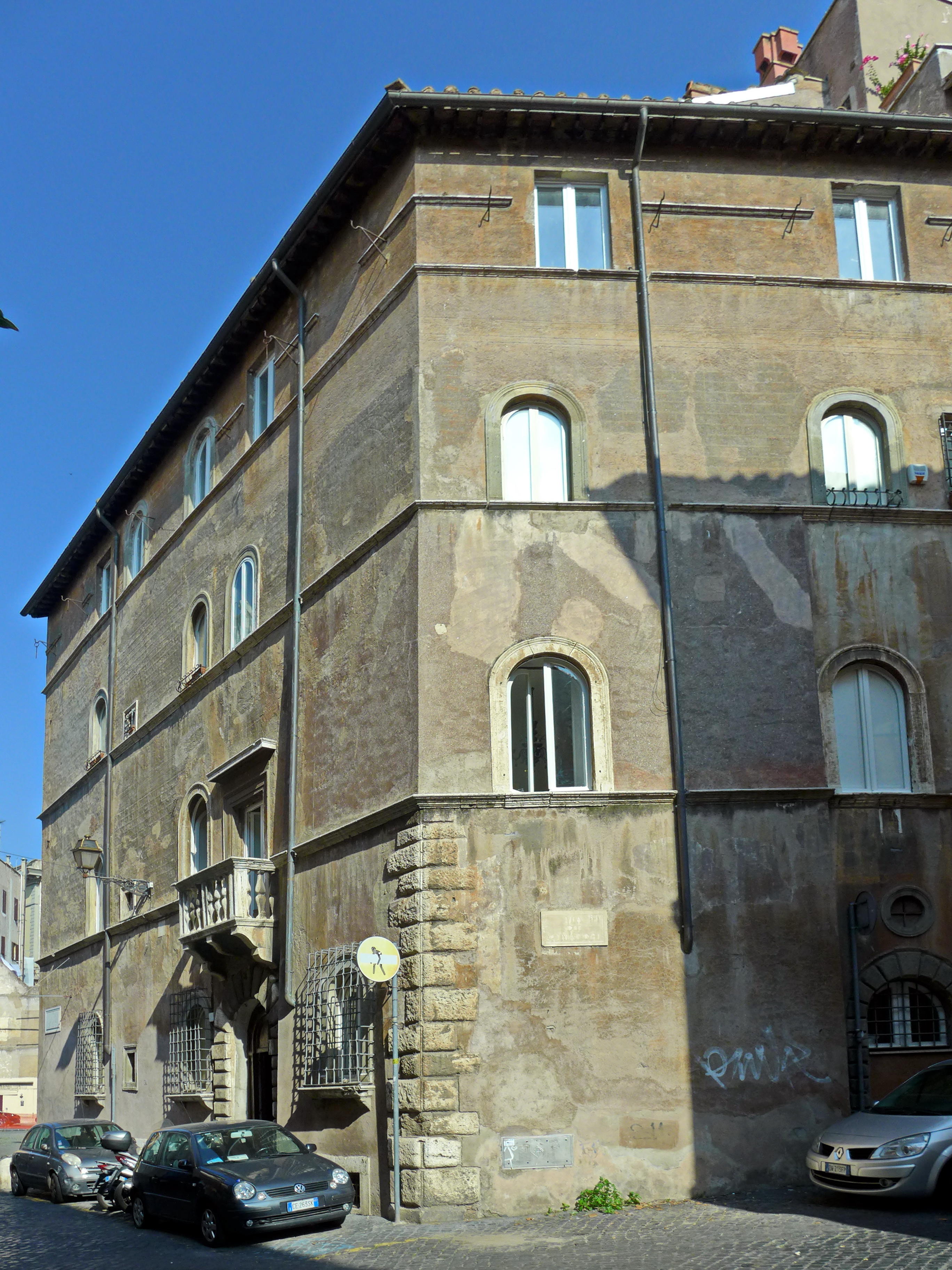
Viertel der Florentiner
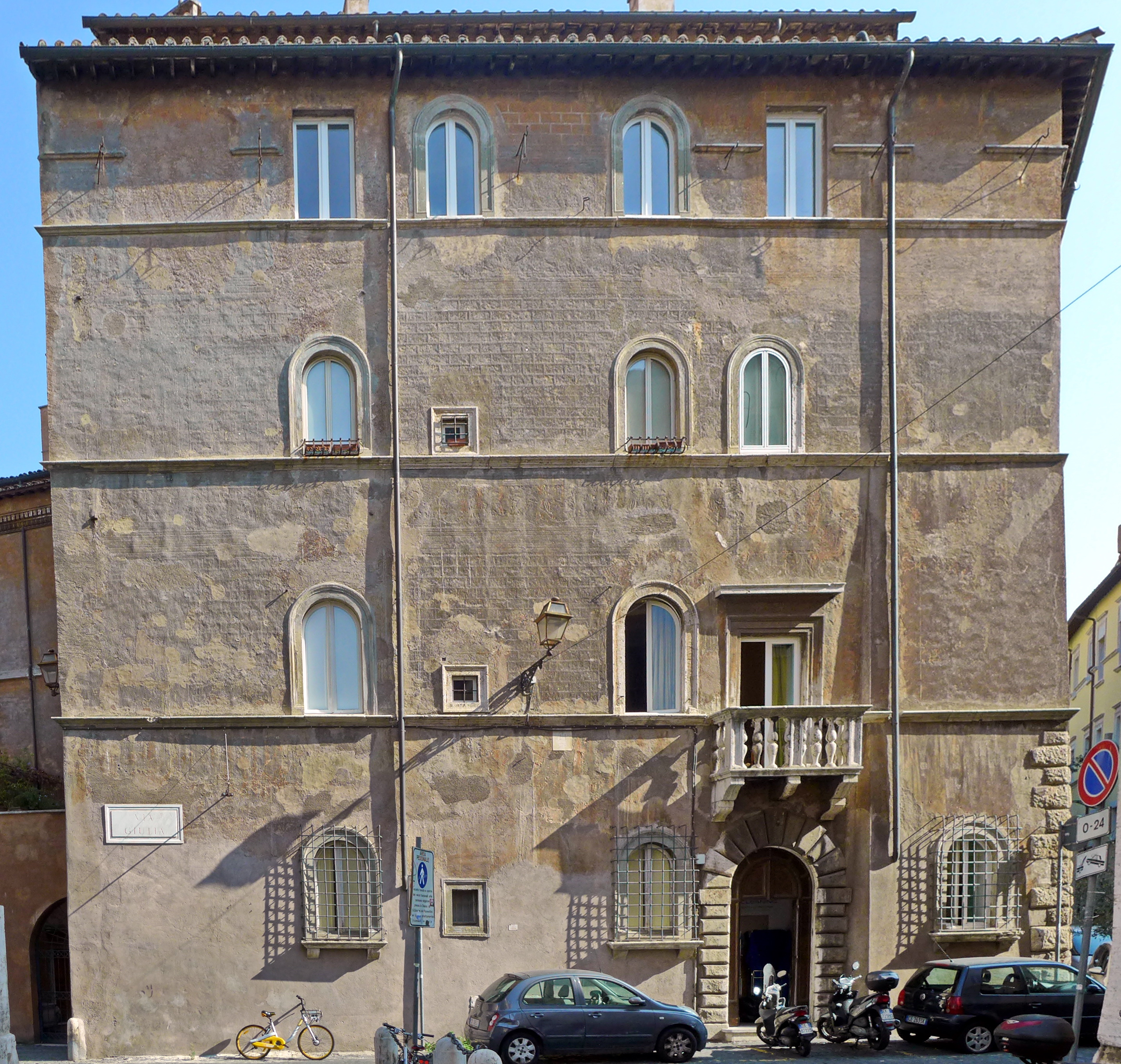
Viertel der Florentiner
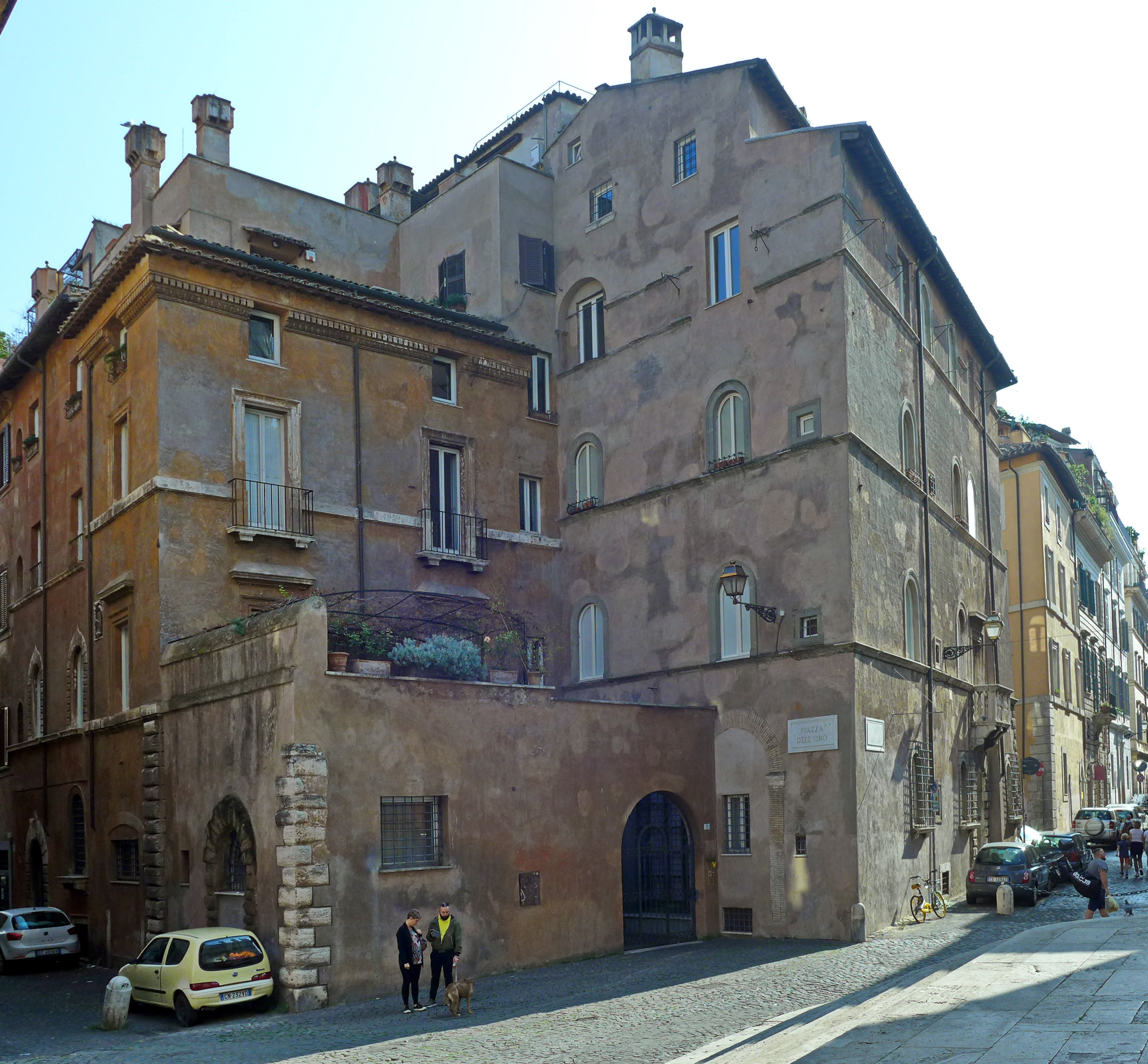
Viertel der Florentiner

- 27 San Giovanni dei Fiorentini

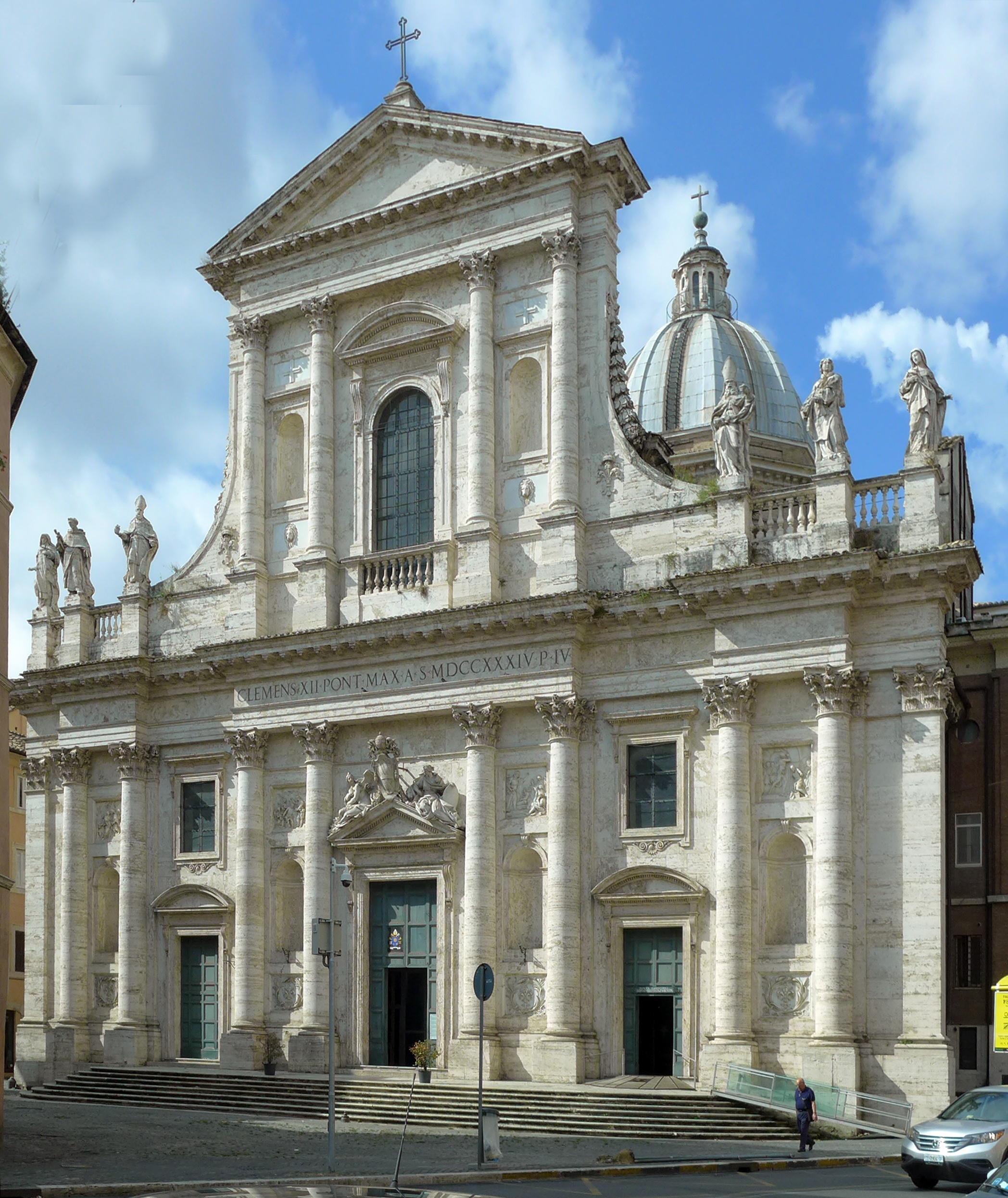
San Giovanni dei Fiorentini

1519 erhielt die „Nation“ der Florentiner von Papst Leo X. das Privileg, eine Pfarrkirche zu Ehren Johannes des Täufers zu erbauen. Die Kirche steht am nördlichen Ende der Via Giulia im Florentiner-Viertel. Die Kirche spiegelt die Grandezza und das machtpolitische Selbstverständnis der Familie Medici, die einst einen Palazzo unmittelbar neben der Kirche besaßen, wider. Mit Abstand die größte und bedeutendste Kirche in der Via Giulia, deren Bau zu Beginn des 16. Jahrhunderts begonnen wurde, hatte eine Bauzeit von mehr als 200 Jahren. Sie vereint Arbeiten der beiden für Rom bedeutenden Baumeister des Barock, Gian Lorenzo Bernini und Francesco Borromini, dessen Grab sich in der Kirche befindet. Das Altarbild stammt von Pietro da Cortona.

## Trivia
Émile Zola, der 1894 bis 1896 Rom besuchte, gibt in seinem Reisebericht eine Beschreibung der Via Giulia und des Palazzo Sacchetti (Palazzo Boccanera).